# Kaliningrad
Kaliningrad [kɑˈliːniŋɡʀɑːt] (seit 1946 russisch Калинингра́д [kəlʲɪnʲɪnˈɡrat], deutsch Königsberg, polnisch Królewiec) ist die Hauptstadt der Oblast Kaliningrad. Die vormals deutsche Hauptstadt Ostpreußens wurde im Ergebnis des Zweiten Weltkrieges von der Sowjetunion unter dem Namen Kaliningrad russifiziert und Bestandteil der Russischen Sowjetrepublik. Benannt ist sie nach dem 1946 verstorbenen sowjetischen Staatsoberhaupt Michail Kalinin. Seit der Unabhängigkeit der baltischen Staaten 1991 ist die Oblast Kaliningrad – von der Erreichbarkeit über die internationalen Gewässer der Ostsee abgesehen – eine Exklave Russlands zwischen Polen und Litauen.
Die Stadt ist Verkehrsknotenpunkt sowie Wirtschafts- und Kulturzentrum mit Universitäten, Hochschulen, Forschungsinstituten, Theatern und Museen. Kaliningrad hatte bei der letzten Volkszählung (1. Oktober 2021) 490.449 vorwiegend russische Einwohner.

## Geographie

### Geographische Lage

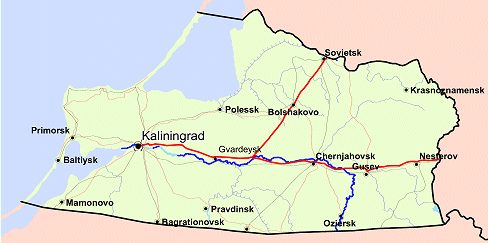
Lage der Stadt in der Oblast Kaliningrad

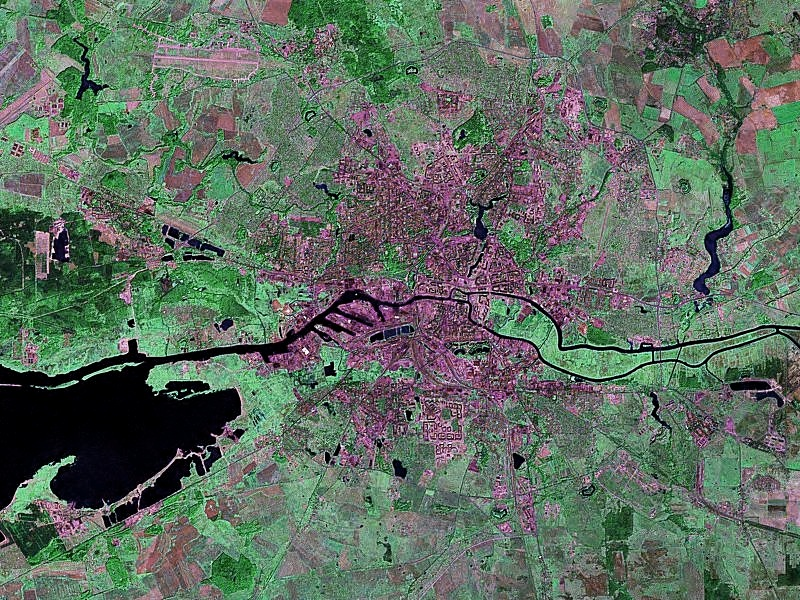
NASA-Satellitenfoto von Kaliningrad, November 2004

Kaliningrad liegt etwa 1100 Kilometer Luftlinie westlich von Moskau und ist somit die westlichste Großstadt Russlands. Es befindet sich im Westen der Oblast Kaliningrad auf einer Höhe von 4,8 Meter über dem Meeresspiegel am Fluss Pregel (Pregolja), der durch Kaliningrad fließt und westlich der Stadt ins Frische Haff (Kaliningradski saliw) mündet. Dieses wiederum wird durch die schmale Halbinsel der Frischen Nehrung von der Ostsee abgegrenzt.
Der am 15. November 1901 eröffnete Kaliningrader Seeschifffahrtskanal (russisch Калининградский морской судоходный канал Kaliningradski morskoi sudochodny kanal; ursprünglich Königsberger Seekanal) verbindet die Stadt mit dem 50 Kilometer entfernten Pillau (Baltijsk) und mit dem offenen Meer.
Die Landschaft ist durch weite Ebenen geprägt, die bisweilen von Moränenhügeln unterbrochen werden.
Im Norden und Westen grenzt die Stadt an die Halbinsel Samland (Sambijski oder Semljandski poluostrow), im Osten und Süden an die Pregelniederung.

### Stadtgliederung
Im Gegensatz zur historischen Mitte der Dominsel ist das heutige Zentrum nördlich in der Nähe des Nordbahnhofs zu finden. Die Dominsel ist abgelegen und schlecht zu erreichen und spielt ggf. als Park eine Nebenrolle.
Die Stadt ist seit dem 29. Juni 2009 in drei Rajons (Stadtbezirke) eingeteilt.
| Stadtbezirk (Gorodskoi rajon)          | Russischer Name     | Einwohner 1. Oktober 2021 | Fläche km² | Bemerkung |
| -------------------------------------- | ------------------- | ------------------------- | ---------- | --- |
| Leningrader Rajon (Leningradski rajon) | Ленинградский район | 182.126                   | 53,7       | Nordosten der Stadt, benannt nach dem sowjetischen Namen Sankt Petersburgs (1924–1991)                                |
| Moskauer Rajon (Moskowski rajon)       | Московский район    | 182.021                   | 76,0       | Süden der Stadt, wurde 2009 durch Einbeziehung des Baltischen Rajons (Baltijski rajon) vergrößert                     |
| Zentralrajon (Zentralny rajon)         | Центральный район   | 126.302                   | 79,8       | nordwestlich des historischen Zentrums, wurde 2009 durch Einbeziehung des Oktoberrajons (Oktjabrski rajon) vergrößert |

Anmerkung: Flächenangaben nach Websites der Stadtbezirke; Summe entspricht nicht der Angabe für die Stadt.

### Klima
|                       | Jan  | Feb  | Mär  | Apr  | Mai  | Jun  | Jul  | Aug  | Sep  | Okt  | Nov | Dez  |   |      |
| Mittl. Tagesmax. (°C) | −0,7 | 0,3  | 4,7  | 10,9 | 17,2 | 20,6 | 21,8 | 21,6 | 17,3 | 12,0 | 5,7 | 1,6  | ⌀ | 11,1 |
| Mittl. Tagesmin. (°C) | −5,8 | −5,2 | −2,1 | 2,2  | 7,0  | 10,9 | 12,8 | 12,3 | 9,1  | 5,3  | 1,2 | −3,1 | ⌀ | 3,8  |
|                       |      |      |      |      |      |      |      |      |      |      |     |      |   |      |
| Niederschlag (mm)     | 57   | 40   | 43   | 37   | 53   | 71   | 80   | 90   | 89   | 79   | 91  | 73   | Σ | 803  |
|                       |      |      |      |      |      |      |      |      |      |      |     |      |   |      |
| Regentage (d)         | 13   | 9    | 10   | 8    | 8    | 9    | 11   | 10   | 12   | 11   | 14  | 14   | Σ | 129  |

| −5,8 |

| −5,2 |

| −2,1 |

| 2,2 |

| 7,0 |

| 10,9 |

| 12,8 |

| 12,3 |

| 9,1 |

| 5,3 |

| 1,2 |

| −3,1 |

| −5,8 |

| −5,2 |

| −2,1 |

| 2,2 |

| 7,0 |

| 10,9 |

| 12,8 |

| 12,3 |

| 9,1 |

| 5,3 |

| 1,2 |

| −3,1 |

Kaliningrad befindet sich am Übergang von ozeanischem zu kontinentalem Klima und hat zum Teil sehr kalte Winter. Insgesamt ist das Wetter aber eher unbeständig. Durch die Nähe zum Meer wird auch die Lufttemperatur beeinflusst. Bodenfrost im Mai oder Regen zu Silvester und Neujahr sind Merkmale, die für die Stadt typisch sind.
Die Jahresdurchschnittstemperatur beträgt 7,1 °C, die jährliche Niederschlagsmenge 697 Millimeter im Mittel. Die wärmsten Monate sind Juli und August mit durchschnittlich 16,4 °C bis 17,3 °C, die kältesten Monate sind Januar und Februar mit −2,1 bis −2,7 °C im Mittel.
Der meiste Niederschlag fällt im Juli, August, September mit durchschnittlich 83 bis 90 Millimeter, der wenigste von Februar bis Mai mit 27 bis 43 Millimeter im Mittel.

## Geschichte

### Frühere Geschichte
Zum Zeitraum bis 1945 siehe Hauptartikel Twangste sowie Königsberg (Preußen)

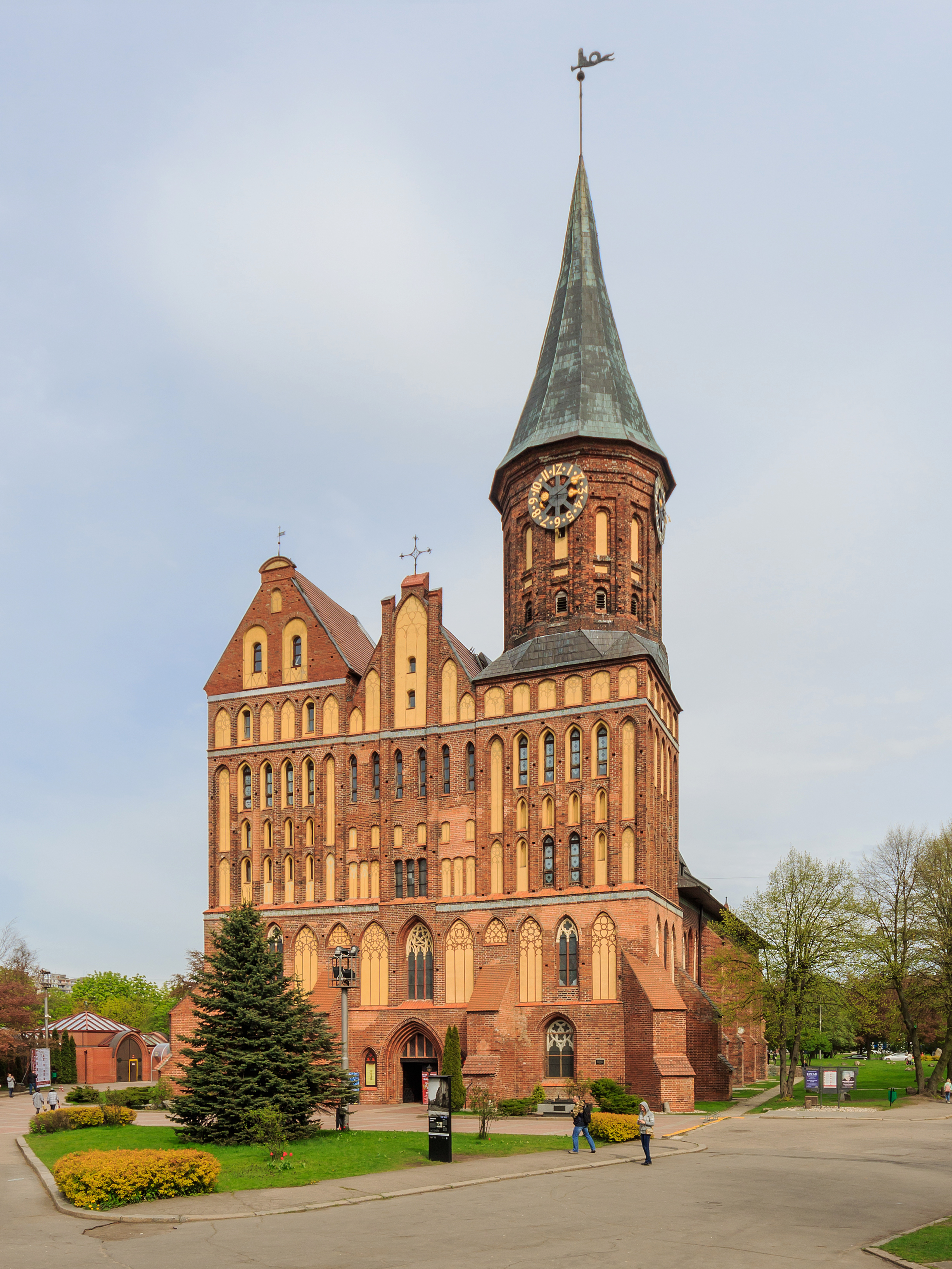
Königsberger Dom (2017)

Das Gebiet Kaliningrads gilt als seit 3000 v. Chr. besiedelt. In Chroniken sowie archäologisch bezeugt ist die prußische Burg Twangste, in deren Nähe ein Ankerplatz am Pregel lag. Der Deutsche Orden begann 1231 mit der Eroberung des von den Prußen bewohnten Landes. Im Jahr 1242 gründeten Lübecker Kaufleute einen Handelsstützpunkt am Ankerplatz. Die Streitmacht des Ordens erreichte das Samland im Sommer 1255. An einer exponierten Stelle am Pregel errichtete der Orden eine Burg namens Conigsberg zu Ehren des prominentesten Heerführers, des Königs Ottokar II. Přemysl von Böhmen. Damit begann die rund 700 Jahre lange Geschichte der Stadt Königsberg. Die Königsberger Gründungsstädte Altstadt, Löbenicht und Kneiphof erhielten 1286, 1300 und 1327 Handfesten. Königsberg wurde 1525 Hauptstadt im Herzogtum Preußen und war 1701 Ort der Königskrönung Friedrichs III. von Brandenburg und damit bis 1918 dritte Residenzstadt der preußischen Monarchie. Ein bedeutendes spätmittelalterliches Bauwerk ist der Königsberger Dom. Die Bevölkerung Königsbergs wurde zwischen 1310 und 1710 mehrfach durch die Pest und andere Seuchen dezimiert, besonders oft im 16. und 17. Jahrhundert. Während die Pest im Jahre 1709 noch rund 18.000 Menschenleben gefordert hatte, waren es im darauffolgenden Jahr noch einmal 3609.

### Zweiter Weltkrieg
Im Zweiten Weltkrieg blieb die Stadt aufgrund ihrer abgelegenen Lage im äußersten Nordosten Deutschlands lange Zeit von den Kriegseinwirkungen verschont, bis sie Ende August 1944 durch britische Luftangriffe schwerste Zerstörungen erlitt. Wenige Wochen vor Ende des Krieges ergaben sich nach der Schlacht um Königsberg, in der die Stadt zur „Festung“ erklärt worden war, die deutschen Truppen unter General Otto Lasch am 9. April 1945 der Roten Armee. Der historische Stadtkern bestand nahezu vollständig aus Ruinen, darunter der Dom, das Schloss, sämtliche Kirchen der Innenstadt, die alte und die neue Universität sowie das alte Speicherviertel. Die Kriegstoten aus Kaliningrad und Umgebung ruhen auf der Kriegsgräberstätte Kaliningrad – Sammelfriedhof.

### Sowjetzeit (1945–1992)
Gemäß dem Potsdamer Abkommen wurde der nördliche Teil der deutschen Provinz Ostpreußen (das heutige Kaliningrader Gebiet) mit der Provinzhauptstadt Königsberg (seit 1946 Kaliningrad) bis zu einer endgültigen territorialen Festlegung durch eine gesamtdeutsche Friedensregelung unter sowjetische Verwaltung gestellt. Josef Stalin machte jedoch klar, dass die Sowjetunion den nördlichen Teil der ehemaligen Provinz Ostpreußen mit Verweis auf den propagierten „urslawischen Boden“ und der Begründung, dass Russland keine eisfreien Häfen zur Ostsee habe, annektieren werde. Die Annexion erfolgte am 17. Oktober 1945, die Eingliederung in die Russische Sowjetrepublik am 7. April 1946.
Am 4. Juli 1946 wurde die Stadt in Kaliningrad umbenannt, nach dem kurz zuvor verstorbenen Präsidenten der UdSSR Michail Iwanowitsch Kalinin. Die Umbenennungskampagne für die sonstigen Ortschaften des Kaliningrader Gebietes fand dagegen erst im Herbst 1947 statt.
Für die verbliebene deutsche Bevölkerung (ca. 25.000 Menschen) bestand zunächst ein Ausreiseverbot. Ihre Vertreibung begann erst auf Befehl Stalins vom 11. Oktober 1947. Zwei Jahre zuvor hatte eine solche Maßnahme keineswegs festgestanden, schon weil die sowjetische Seite nicht mit einer nennenswerten Anzahl zurückgebliebener Deutscher gerechnet hatte. Die örtlichen Behörden scheinen auch mit der Möglichkeit gerechnet zu haben, dass die Deutschen als nützliche Arbeitskräfte in die Sowjetunion eingebürgert werden könnten. Die plötzliche Zunahme von Ausreiseanträgen im Sommer 1947 kam jedenfalls überraschend, bevor Stalin die endgültige Aussiedlung in die Sowjetische Besatzungszone anordnete.
Seit den 1950er Jahren wurde Kaliningrad als militärisches Sperrgebiet abgeschottet. Es sollte eine sowjetische Musterstadt werden. 1969 wurden die Überreste des völlig zerstörten Königsberger Schlosses durch Sprengung beseitigt. Das Rätehaus, das neben dem Standort des ehemaligen Schlosses errichtet wurde, blieb bis zum Abriss aufgrund von statischen Problemen eine Bauruine. Die Ruinen der ehemaligen Königsberger Innenstadt wurden in den Nachkriegsjahren großflächig abgeräumt und das weitläufige, planierte Areal zu Grün- und Freiflächen umgewandelt oder mit Hochhaussiedlungen in Plattenbauweise bebaut. Bis 1992 war Kaliningrad für westliche Besucher schwer erreichbar. Ab 1990 begann unter offizieller Förderung eine Rückbesinnung auf die fast 700-jährige deutsche Vergangenheit der Stadt.
Es wurde berichtet, dass während der Verhandlungen zum Zwei-plus-Vier-Vertrag im Sommer 1990 der sowjetische Generalmajor Geli Batenin dem Leiter des politischen Referats der deutschen Botschaft, Joachim von Arnim, angeblich Verhandlungen über Kaliningrad angeboten habe, die durch von Arnim allerdings abgelehnt wurden.

### Russische Föderation seit 1992
Als Resultat der Unabhängigkeit der baltischen Staaten wurde das Gebiet zur russischen Exklave und die Stadt Kaliningrad zu deren Zentrum. Viele Russen aus den baltischen Staaten oder aus anderen ehemaligen Sowjetrepubliken, wo sie nun im Gegensatz zu früher eine Minderheit geworden waren, haben sich seit 1992 in Kaliningrad angesiedelt. Auch viele Russlanddeutsche, die in der Stalin-Zeit in die asiatischen Teile der Sowjetunion verschleppt worden waren, siedelten sich mit ihren oft russischen bzw. nichtdeutschen Familienangehörigen an, meistens jedoch um von hier aus weiter nach Deutschland auszuwandern.

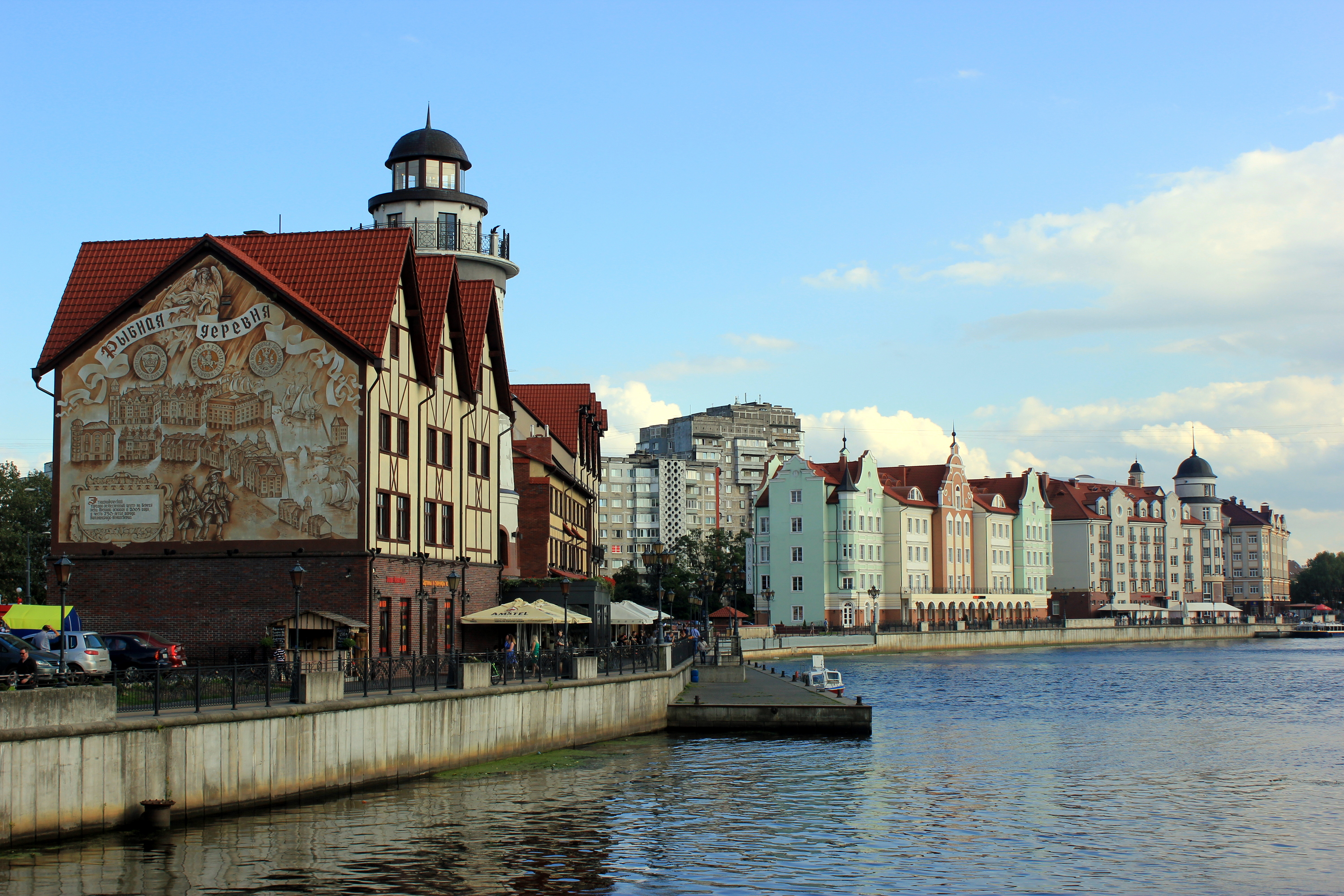
Fischdorf im Jahr 2016 mit Leuchtturm Königsberg

Im Zuge des 750. Stadtjubiläums am 1. Juli 2005 wurden einige Baumaßnahmen in der Stadt durchgeführt. So wurde der Dom weiter restauriert, ebenso wie der Süd-(Haupt-)bahnhof. Im Bereich des heutigen Stadtzentrums am Siegesplatz wurden Einkaufszentren eröffnet, es sollen noch weitere folgen. Der Platz selbst wurde als repräsentatives Stadtzentrum mit Springbrunnen umgestaltet. Hier wurde im Rahmen der Feierlichkeiten die Christ-Erlöser-Kathedrale eröffnet, deren Inneres noch unfertig ist.
Ferner wurde auf dem früheren Gelände des Fischmarktes am Pregel unweit des Domes der Bau eines „Fischdorf“ genannten Einkaufs-, Business- und Hotelzentrums im historisierenden Stil in architektonischer Anlehnung sowohl an alte Hansestädte als auch an Moskau und Sankt Petersburg unter Einschluss einer bereits erbauten Fußgänger-Klappbrücke über einen Pregelarm (Jubiläumsbrücke, ebenfalls im historisierenden Stil, im Bereich der ehemaligen Kaiserbrücke) verwirklicht. Die Gelder für diese Bauvorhaben stammen von privaten Investoren und Firmen, auch aus Moskau, und es werden daneben auch Staatsgelder verwendet.
Ein ehrgeiziges Projekt des aus Kaliningrad stammenden Architekten Arthur Sarnitz sieht sogar die nahezu originalgetreue Wiederbebauung der gesamten Altstadt und des Kneiphofs des damaligen Königsbergs vor. Dieses Projekt wurde bereits im März 2007 auf der internationalen Immobilienmesse MIPIM in Cannes vorgestellt. Durch das Zusammentragen möglichst vieler historischer Bildaufnahmen und Baupläne der damaligen Gebäude und des Stadtbildes insgesamt soll die wieder zu bebauende Fläche als 3D-Modell zunächst Stück für Stück in ihren Strukturen rekonstruiert und zu einem immer stärkeren Grad detailliert werden.
Im August 2011 wurde die Möglichkeit der Herauslösung der Oblast aus dem Föderationskreis Nordwestrussland mit Verwaltungssitz in Sankt Petersburg und die Bildung eines Föderationskreises Königsberg (Kjonigsbergski federalny okrug) diskutiert, um die Wirtschaft des Gebietes der regionalen Regierung zu überantworten.

## Bevölkerung

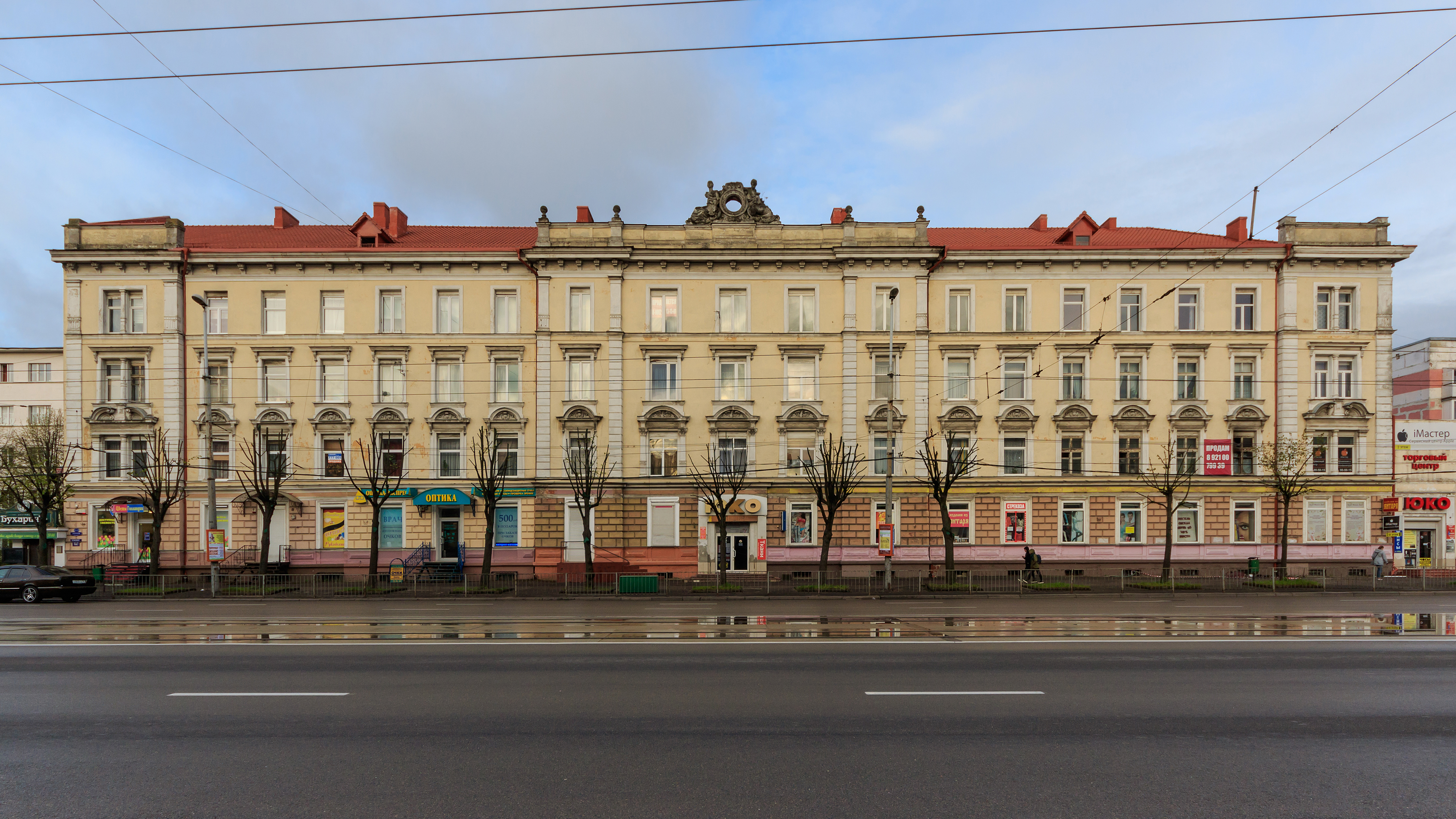
Wohnhaus, früher Sitz der Reichsbahndirektion Königsberg

### Religionen
Die große Mehrheit der konfessionell gebundenen Einwohner ist russisch-orthodox. Die russisch-orthodoxe Christ-Erlöser-Kathedrale ist Metropolitankirche der Diözese von Kaliningrad und Baltijsk, die das Gebiet der Oblast Kaliningrad umfasst.
Seit 1991 sind zahlreiche evangelische Gemeinden im Königsberger Raum entstanden. 2010 gehörten zur Propstei Kaliningrad 42 Gemeinden mit rund 2100 fast nur russlanddeutschen Mitgliedern und acht Pastoren. Propsteikirche ist die Auferstehungskirche am Prospekt Mira. Die Propstei Kaliningrad ist eine von zwölf Propsteien der Evangelisch-lutherischen Kirche Europäisches Russland.
Die beiden katholischen Gemeinden mit etwa 4500 Mitgliedern bestehen vor allem aus Polen und Litauern.
Es gibt in Kaliningrad auch eine kleine jüdische Gemeinde.

### Demographie

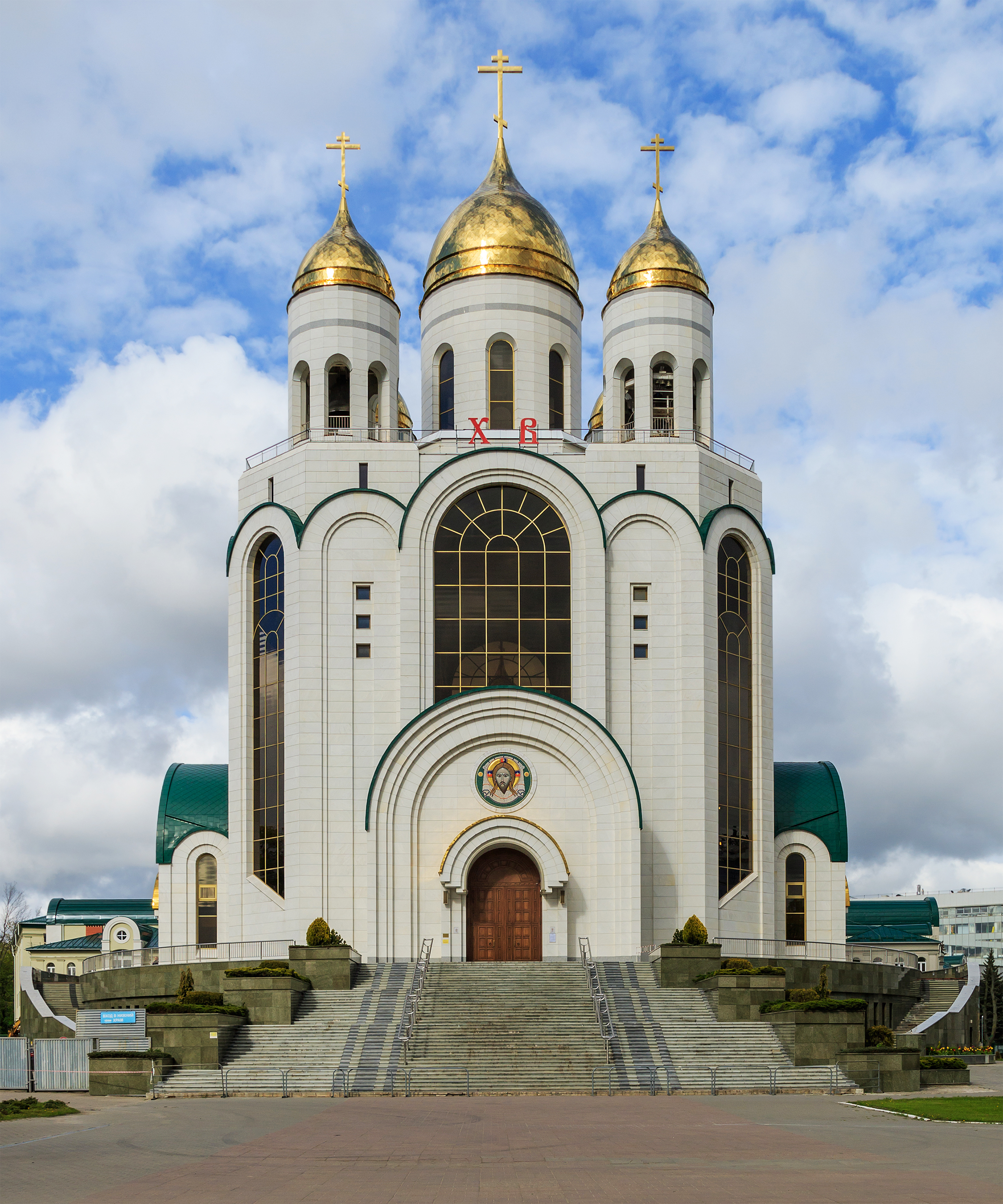
Christ-Erlöser-Kathedrale (erbaut 1996–2009)

Kurz vor Ausbruch des Zweiten Weltkrieges lebten 372.000 Menschen in Königsberg. Im Juni 1945 war die Einwohnerzahl der Stadt durch die Auswirkungen des Krieges sowie Flucht, Verschleppung und Hunger bis auf 73.000 zurückgegangen. Zwischen Herbst 1947 und Frühjahr 1948 schob die sowjetische Verwaltung sämtliche 100.000 noch im Kaliningrader Gebiet lebenden Deutschen in die Sowjetische Besatzungszone ab.
Infolge einer gezielten Ansiedlungspolitik durch die sowjetische Regierung stieg die nun meist aus der Russischen Sowjetrepublik stammende Bevölkerung von Kaliningrad bis 1959 auf über 200.000 und verdoppelte sich bis 1989. Erst 1981 war die Vorkriegseinwohnerzahl wieder erreicht. Im Jahre 2022 hatte Kaliningrad dann fast 500.000 Einwohner.
Ethnisch besteht die Bevölkerung zu 87,4 % aus Russen; 4,0 % sind Ukrainer, 3,8 % Belarussen, 0,8 % Armenier, 0,5 % Tataren, je 0,4 % Litauer, Deutsche und Aserbaidschaner sowie je 0,3 % Usbeken und Polen (Stand 2010).
Bei den folgenden Einwohnerzahlen handelt es bis 2010 (außer 1945 und 1956) um Volkszählungsergebnisse und 2022 um die jährliche Berechnung des Föderalen Dienstes für staatliche Statistik Russlands nach Meldedaten.
| Jahr/Datum        | Einwohner |
| ----------------- | --------- |
| 17. Mai 1939      | 372.164   |
| 30. Juni 1945     | 073.000   |
| 31. Dezember 1956 | 188.000   |
| 15. Januar 1959   | 203.570   |
| 15. Januar 1970   | 296.962   |
| 17. Januar 1979   | 354.788   |
| 12. Januar 1989   | 401.280   |
| 9. Oktober 2002   | 430.003   |
| 14. Oktober 2010  | 431.491   |
| 1. Januar 2022    | 498.260   |

## Politik

### Stadtregierung

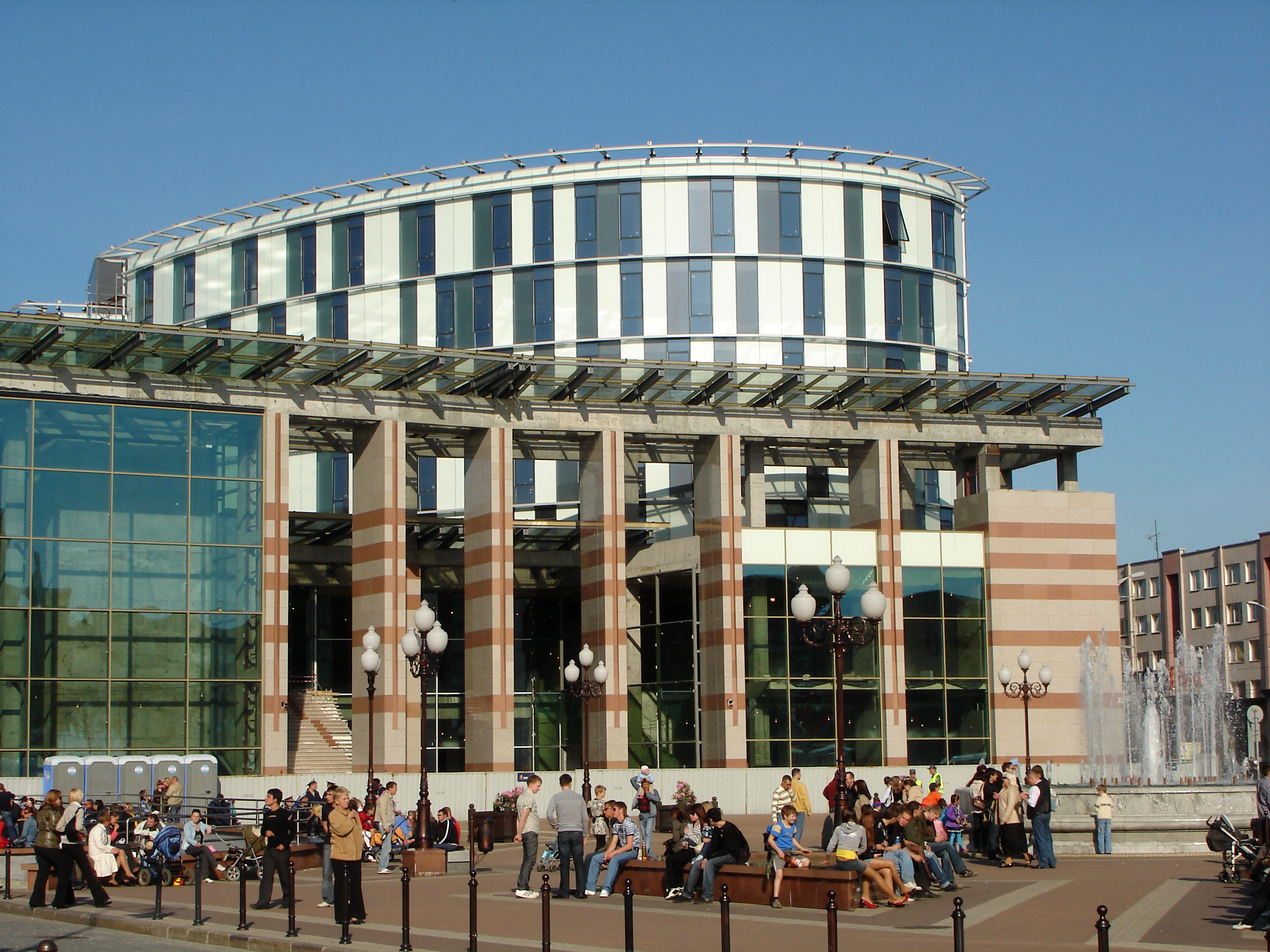
Gebäude am Platz des Sieges

2007 wurde Alexander Jaroschuk Bürgermeister der Stadt. 2012 wurde er wiedergewählt, die Wahlbeteiligung sank dabei von etwa 57 Prozent auf 20,6 Prozent. Im November 2017 wurde er, diesmal vom Stadtrat, für eine dritte Amtszeit gewählt. Im März 2018 trat er von seinem Amt zurück. Im Mai 2018 wurde Alexei Silanow vom Stadtrat zum Bürgermeister bestimmt. Im Oktober 2020 trat er zurück. Zu seinem Nachfolger wurde vom Stadtrat Andrei Kropotkin bestimmt.
Die Stadtverwaltung übt die Exekutivmacht (ausführende Gewalt) in Kaliningrad aus, die aus der Regierung der Stadt und dem Regierenden Bürgermeister besteht. Der Bürgermeister wird zusammen mit dem Vizebürgermeister durch die Bevölkerung Kaliningrads auf vier Jahre gewählt. Die Legislative (gesetzgebende Gewalt) wird von der Stadtduma Kaliningrads gestellt. Diese besteht aus den Abgeordneten und überwacht in ihrer Funktion den Bürgermeister.
In der Stadtduma befinden sich die gleichen politischen Kräfte wie im russischen Föderationsparlament (Duma): Stärkste Kraft ist das präsidententreue Lager, darauf folgen die Kommunisten, die in der Stadt sehr stark sind. Wichtigste politische Themen sind die hohe Arbeitslosigkeit sowie die Sozial- und Gesundheitspolitik. Hinzu kommen die wirtschaftlichen Probleme, die mit der Exklavensituation verbunden sind. Weitere große Schwierigkeiten ergeben sich durch den hohen Grad an organisierter Kriminalität und Korruption in der Verwaltung. Eine auch politisch nach wie vor starke Stimme besitzt das Militär.

### Verwaltungschef (City-Manager)
Von Mai 2008 bis kurz vor der Wiederwahl des Stadtoberhauptes Jaroschuk im Oktober 2012 gab es eine neu geschaffene Funktion in der Verwaltungsstruktur. Der 50-jährige Felix Lapin wurde vom Stadtparlament zum ersten Kaliningrader „City-Manager“ gewählt. Laut Angaben der Administration sollten die Aufgaben des Bürgermeisters entflochten werden und diesem Amt in Zukunft hauptsächlich repräsentative Aufgaben zustehen. Zweite „City-Managerin“ wurde (zunächst in Vertretung) ab 2010 Swetlana Muchomor. Nach seiner Wiederwahl übernahm Jaroschuk aber auch wieder die Funktion als Verwaltungschef. Im Oktober 2020 wurde die Funktion wieder eigenständig besetzt und von Jelena Djatlowo eingenommen.

### Städtepartnerschaften
Kaliningrad unterhält mit folgenden 47 Städten Abkommen: Hinzu kommt Duisburg, siehe Stadtgemeinschaft Königsberg
| Stadt                         | Land                   | Typ                             | seit |
| ----------------------------- | ---------------------- | ------------------------------- | ---- |
| Aalborg                       | Dänemark               |                                 | 2000 |
| Baranawitschy                 | Belarus                | Zusammenarbeit                  | 2007 |
| Białystok                     | Polen                  | Zusammenarbeit                  | 1994 |
| Bodenwerder                   | Deutschland            | Absichtserklärung               | 2003 |
| Bremerhaven                   | Deutschland            | Zusammenarbeit                  | 1991 |
| Brest                         | Belarus                | Zusammenarbeit                  | 2009 |
| Cagliari                      | Italien                | Zusammenarbeit                  | 2011 |
| Catania                       | Italien                |                                 | 2017 |
| Cherbourg-Octeville           | Frankreich             | Absichtserklärung               | 1994 |
| Cherson                       | Ukraine                | Absichtserklärung               | 2002 |
| Cork                          | Irland                 |                                 | 1994 |
| Dalian                        | Volksrepublik China    | Absichtserklärung               | 1997 |
| Danzig                        | Polen                  | Kooperationsabkommen            | 1994 |
| Elbląg                        | Polen                  | Zusammenarbeit                  | 1994 |
| Forlì                         | Italien                | Zusammenarbeit                  | 2006 |
| Fünen                         | Dänemark               | Absichtserklärung               | 2000 |
| Gdynia                        | Polen                  | Kooperationsabkommen            | 1994 |
| Groningen                     | Niederlande            | Zusammenarbeit                  | 1998 |
| Guyuan                        | Volksrepublik China    | Absichtserklärung               | 2011 |
| Hamburg                       | Deutschland            | Freundschaft und Zusammenarbeit | 2005 |
| Homel                         | Belarus                | Zusammenarbeit                  | 2010 |
| Hrodna                        | Belarus                | Zusammenarbeit                  | 1994 |
| Jaroslawl                     | Russland               | Kooperationsabkommen            | 1995 |
| Jerewan                       | Armenien               | Zusammenarbeit                  | 2009 |
| Kalininski , Sankt Petersburg | Russland               |                                 | 2020 |
| Kalmar                        | Schweden               | Zusammenarbeit                  | 2000 |
| Kaunas                        | Litauen                | Zusammenarbeit                  | 2001 |
| Powiat Kętrzyński             | Polen                  | Zusammenarbeit                  | 2009 |
| Kiel                          | Deutschland            | Partnerschaft                   | 1992 |
| Klaipėda                      | Litauen                | Partnerschaft                   | 1993 |
| Krasnojarsk                   | Russland               | Zusammenarbeit                  | 2008 |
| Berlin, Bezirk Lichtenberg    | Deutschland            | Zusammenarbeit                  | 2000 |
| Łódź                          | Polen                  | Kooperationsabkommen            | 2002 |
| Malmö                         | Schweden               | Absichtserklärung               | 1994 |
| Minsk                         | Belarus                | Kooperationsabkommen            | 1997 |
| Mühlhausen                    | Deutschland            | Städtefreundschaft              | 2017 |
| Norfolk                       | Vereinigte Staaten     | Zusammenarbeit                  | 1992 |
| Olsztyn                       | Polen                  | Zusammenarbeit                  | 1993 |
| Omsk                          | Russland               | Zusammenarbeit                  | 2006 |
| Panevėžys                     | Litauen                | Zusammenarbeit                  | 2002 |
| Potsdam                       | Deutschland            | Zusammenarbeit                  | 1993 |
| Racibórz                      | Polen                  | Kooperationsabkommen            | 2002 |
| Rostock                       | Deutschland            | Kooperationsabkommen            | 1999 |
| Samara                        | Russland               | Zusammenarbeit                  | 1999 |
| Sewerodwinsk                  | Russland               | Zusammenarbeit                  | 2010 |
| Šiauliai                      | Litauen                | Zusammenarbeit                  | 2003 |
| Southampton                   | Vereinigtes Königreich |                                 | 1996 |
| Toruń                         | Polen                  | Absichtserklärung               | 1995 |
| Turku                         | Finnland               | Zusammenarbeit                  | 2004 |
| Vilnius                       | Litauen                | Absichtserklärung               | 2000 |
| Zabrze                        | Polen                  | Zusammenarbeit                  | 1998 |
| Zeitz                         | Deutschland            | Zusammenarbeit                  | 2010 |

## Funktionsträger

### Vorsitzende der Zivilverwaltung 1946–1947
- Juli 1945 – April 1946 Viktor Gerassimowitsch Gusij (Виктор Герасимович Гузий)
- Mai 1946 – April 1947: Pjotr Iwanowitsch Kolossow (Пётр Иванович Колосов)
- April 1947 – Juli 1947: Wladimir Michailowitsch Dolguschin (Владимир Михайлович Долгушин)

### Parteisekretäre der WKP(B)/KPdSU 1947–1991
- März 1947 – Juni 1947: Pjotr Iwanowitsch Kolossow (Пётр Иванович Колосов) [in der Stellung eines zweiten Sekretärs; das Amt des ersten Sekretärs nahm formal der Parteisekretär der Oblast Kaliningrad ein]
- Juni 1947 – Februar 1951: Iwan Gawrilowitsch Matuskow (Иван Гаврилович Матузков) [in der Stellung eines zweiten Sekretärs; das Amt des ersten Sekretärs nahm formal der Parteisekretär der Oblast Kaliningrad ein]
- Februar 1951 – Juni 1957: Stepan Andrejewitsch Browkin (Степан Андреевич Бровкин)
- Juni 1957 – Juli 1959: Michail Tichonowitsch Kudikin (Михаил Тихонович Кудикин)
- Juli 1959 – Februar 1963: Georgi Pawlowitsch Druschinin (Георгий Павлович Дружинин)
- Februar 1963 – Juni 1972: Pjotr Alexejewitsch Kasmin (Пётр Алексеевич Казьмин)
- Juni 1972 – Mai 1981: Dmitri Wassiljewitsch Romanin (Дмитрий Васильевич Романин)
- Mai 1981 – September 1987: Michail Pawlowitsch Netreba (Михаил Павлович Нетреба)
- September 1987 – Januar 1990: Wladimir Iwanowitsch Karpow (Владимир Иванович Карпов)
- Januar 1990 – August 1991: Anatoli Grigorjewitsch Jussuf (Анатолий Григорьевич Юсуф)

### Vorsitzende des Stadtsowjets 1947–1991
- Juli 1947 – Dezember 1949: Pjotr Charitonowitsch Muraschko (Пётр Харитонович Мурашко)
- Dezember 1949 – März 1950: Nikolai Sergejewitsch Serow (Николай Сергеевич Серов) (i. V.)
- März 1950 – Februar 1951: Sergei Alexandrowitsch Wesselow (Сергей Александрович Веселов)
- Februar 1951 – März 1955: Wladimir Jewgrafowitsch Pawlow (Владимир Евграфович Павлов)
- März 1955 – März 1957: Alexandr Nikitowitsch Nekipelow (Александр Никитович Некипелов)
- März 1957 – März 1963: Nikolai Fjodorowitsch Korowkin (Николай Фёдорович Коровкин)
- März 1963 – März 1966: Nikolai Petrowitsch Loschkarjow (Николай Петрович Лошкарёв)
- März 1966 – August 1972: Dmitri Wassiljewitsch Romanin (Дмитрий Васильевич Романин)
- August 1972 – Dezember 1984: Wiktor Wassiljewitsch Denissow (Виктор Васильевич Денисов)
- Dezember 1984 – Oktober 1988: Boris Andrjewitsch Fomitschow (Борис Андреевич Фомичёв)
- Oktober 1988 – April 1990: Nikolai Grigorjewitsch Chromenko (Николай Григорьевич Хроменко)
- April 1990 – Juni 1991: Georgi Nikolajewitsch Issajew (Георгий Николаевич Исаев)
- Juni 1991 – Dezember 1991: Witali Walentinowitsch Schipow (Виталий Валентинович Шипов)

### Bürgermeister seit 1991
- Dezember 1991 – Oktober 1996: Witali Walentinowitsch Schipow (Виталий Валентинович Шипов)
- Oktober 1996 – März 1998: Igor Iwanowitsch Koschemjakin (Игорь Иванович Кожемякин)
- November 1998 – November 2007: Juri Alexejewitsch Sabenko (Юрий Алексеевич Савенко)
- Dezember 2007 – März 2018: Alexander Georgijewitsch Jaroschuk (Александр Георгиевич Ярошук)
- Mai 2018 – Oktober 2020: Alexei Nikolajewitsch Silanow (Алексей Николаевич Силанов)
- Oktober 2020 – Oktober 2021: Andrei Michailowitsch Kropotkin (Андрей Михайлович Кропоткин)
- Oktober 2021 – März 2023: Jewgeni Dmitrijewitsch Ljubiwy (Евгений Дмитриевич Любивый)
- seit Mai 2023: Oleg Alexejewitsch Aminow (Олег Алексеевич Аминов)

### Verwaltungschefs seit 2008
- Mai 2008 – Mai 2010: Felix Felixowitsch Lapin (Феликс Феликсович Лапин)
- Mai 2010 – Oktober 2012: Swetlana Borissowna Muchomor (Светлана Борисовна Мухомор)

von Oktober 2012 bis Oktober 2020 war der Bürgermeister gleichzeitig Verwaltungschef
- seit Oktober 2020: Jelena Iwanowna Djatlowa (Елена Ивановна Дятлова)

### Wahlergebnisse
Bei der Präsidentschaftswahl in Russland 2018 stimmten die Kaliningrader wie folgt ab:
| Kandidat              | Zentral-Rajon | Moskauer Rajon | Leningrader Rajon |
| --------------------- | ------------- | -------------- | ----------------- |
| Wladimir Putin        | 73,14 %       | 75,64 %        | 73,75 %           |
| Pawel Grudinin        | 11,59 %       | 10,51 %        | 11,22 %           |
| Wladimir Schirinowski | 04,99 %       | 05,71 %        | 04,89 %           |
| Xenija Sobtschak      | 03,80 %       | 02,83 %        | 03,71 %           |
| Grigori Jawlinski     | 02,46 %       | 01,87 %        | 02,49 %           |
| Boris Titow           | 01,44 %       | 00,99 %        | 01,28 %           |
| Sergei Baburin        | 00,77 %       | 00,73 %        | 00,83 %           |
| Maxim Suraikin        | 00,73 %       | 00,72 %        | 00,74 %           |

Quelle: Zentrale Wahlkommission der Russischen Föderation

## Name der Stadt
Eine Vielzahl von Namen standen ursprünglich für die Umbenennung Königsbergs zur Auswahl. Darunter Namen wie Slawgorod oder Baltijsk, letzterer fiel schließlich an die Stadt Pillau (Baltijsk). Bevor eine konkrete Entscheidung getroffen werden konnte und mit dem Tod Kalinins legte man schließlich den Namen „Kaliningrad“ fest, womit die ursprünglichen Namensvorschläge verworfen wurden.

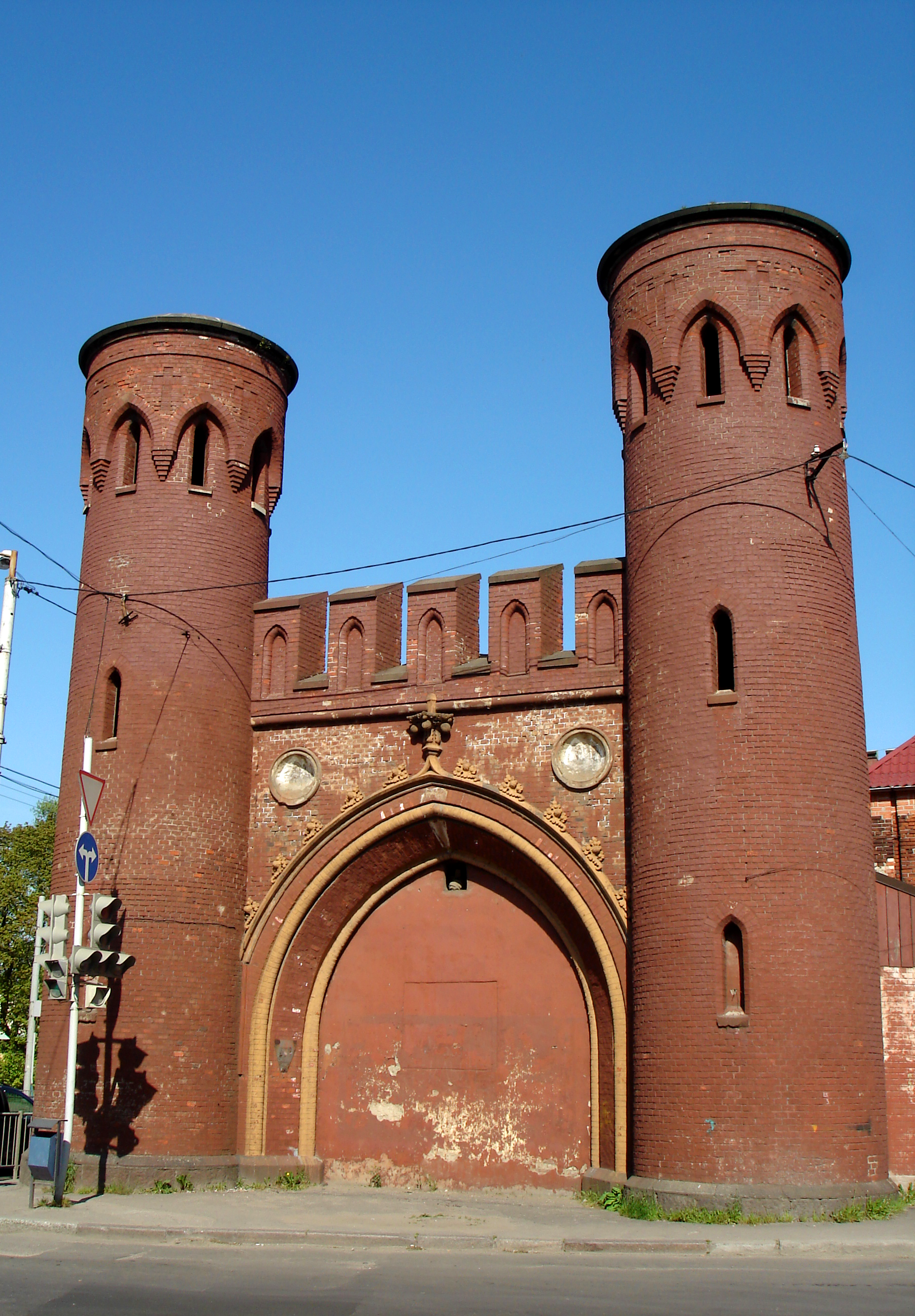
Sackheimer Tor

Kaliningrad (wörtlich übersetzt Kalininstadt) wurde 1946 nach dem gerade verstorbenen sowjetischen Staatsoberhaupt Michail Iwanowitsch Kalinin benannt, ohne dass es einen Zusammenhang zwischen ihm und der Stadt gab. Wegen der historischen Bedeutung der Stadt ist in deutschen Publikationen die Verwendung des Namens Königsberg weit verbreitet. In Kaliningrad selbst ist nach dem Zusammenbruch der Sowjetunion die Namensgebung wiederholt zum Thema geworden. So sprach sich der City-Manager Felix Lapin 2009 für eine Rückbenennung aus; auch Gebietsgouverneur Georgi Boos hielt dies grundsätzlich für möglich.
Aus einer Vielzahl von Gründen wurde die Rückbenennung der Stadt in „Königsberg“ abgelehnt. Dabei spielten politische, historische und ideologische Überlegungen eine große Rolle. Für die Identität der Kaliningrader spielt der Gründungsmythos vom Wiederaufbau eine zentrale Rolle, die an ihm Beteiligten werden als „Veteranen“ geehrt. Sie und ihre Nachkommen sehen sich daher – unabhängig von der Person Kalinins – symbolisch und emotional mit dem Namen Kaliningrad verbunden, was zur Ablehnung einer Umbenennung beiträgt.
Kjonigsberg (russisch Кёнигсберг) oder kurz Kjonig ist die russische Transkription von „Königsberg“. Der deutsche Buchstabe Ö existiert im Russischen nicht und wird daher häufig mit dem ähnlich klingenden Ё (ausgesprochen jo, io) wiedergegeben. Der deutsche Name wird heute manchmal umgangssprachlich gebraucht. In der Diskussion um den möglichen künftigen Namen der Stadt Kaliningrad spielt „Kjonigsberg“ eine wichtige Rolle, da er auch von Teilen der russischen Bevölkerung angenommen wird. Insbesondere in der Werbung und als Bezeichnung von touristischen und gastronomischen Einrichtungen ist er recht gebräuchlich.
Bewegungen in Kaliningrad, die sich für die Wiederverwendung des historischen Namens „Königsberg“ oder Korolowez, den historischen russischen Namen, oder eine Umbenennung in „Kantgrad“ (nach dem 1724 hier geborenen Philosophen Immanuel Kant) einsetzen, werden nur von einem kleinen Teil der russischen Stadtbevölkerung mitgetragen. Es wird auch der Name Pregolja als neuer Stadtname vorgeschlagen, nach dem gleichnamigen Fluss, der durch die Stadt fließt. Gegner einer Rückbenennung nach Königsberg unterstellen revisionistische und revanchistische Hintergründe, die Umbenennung solle vorwiegend die Eigentumsansprüche von Heimatvertriebenen bekräftigen. Vor allem mit dem Tourismus in Zusammenhang stehende Firmen verwenden „Kjonig“ als „Spitzname“ für die Stadt. Das größte Wirtschaftsjournal der Stadt trägt den Namen „Neues Königsberg“ (Новый Кёнигсберг, Nowy Kjonigsberg).
Einen Höhepunkt erreichte die Namensverwirrung während der Vorbereitung der 750-Jahr-Feier der Stadtgründung im Jahre 2005. Von Seiten der Regierung in Moskau wurde dem Veranstaltungskomitee untersagt, hierzu den Namen Königsberg zu verwenden. Die Feierlichkeiten wurden auf den Tag der Erstürmung Königsbergs durch die Rote Armee gelegt. Der Titel „750 Jahre Kaliningrad-Königsberg“ wurde von Moskau kurzerhand zurückgewiesen. Ein Kompromiss bot sich mit der Formulierung „60 Jahre Sturm auf Königsberg, 750 Jahre unsere Stadt“ an. Ende 2004 wurde beschlossen, dass offiziell vom „Kaliningrader Stadtjubiläum“ die Rede sein soll. Die Hauptfeierlichkeiten fanden am 1. Juli 2005 statt. Zur Eröffnung der Feierlichkeiten besuchte Präsident Putin das gerade renovierte Königstor.
In Polen empfiehlt seit dem 9. Mai 2023 die staatliche Kommission zur Standardisierung geografischer Bezeichnungen, ausschließlich die historische polnische Bezeichnung Królewiec zu verwenden, da „die derzeitige russische Bezeichnung der Stadt eine künstliche Schöpfung ohne jeglichen Bezug zur Stadt oder Region ist“. Außerdem habe es in Polen „einen emotionalen, negativen Charakter“, dass die Stadt nach Michail Kalinin benannt worden sei, einem für das Katyń-Massaker an Tausenden Polen im Zweiten Weltkrieg mitverantwortlichen Verbrecher.
Im September 2023 schlug wiederum der estnische Parlamentsausschuss für auswärtige Angelegenheiten dem Ausschuss der estnischen Sprachgesellschaft vor, die russische Stadt und Exklave zwischen Polen und Litauen künftig nicht mehr Kaliningrad zu nennen, sondern Königsberg.

## Kultur und Sehenswürdigkeiten

### Museen

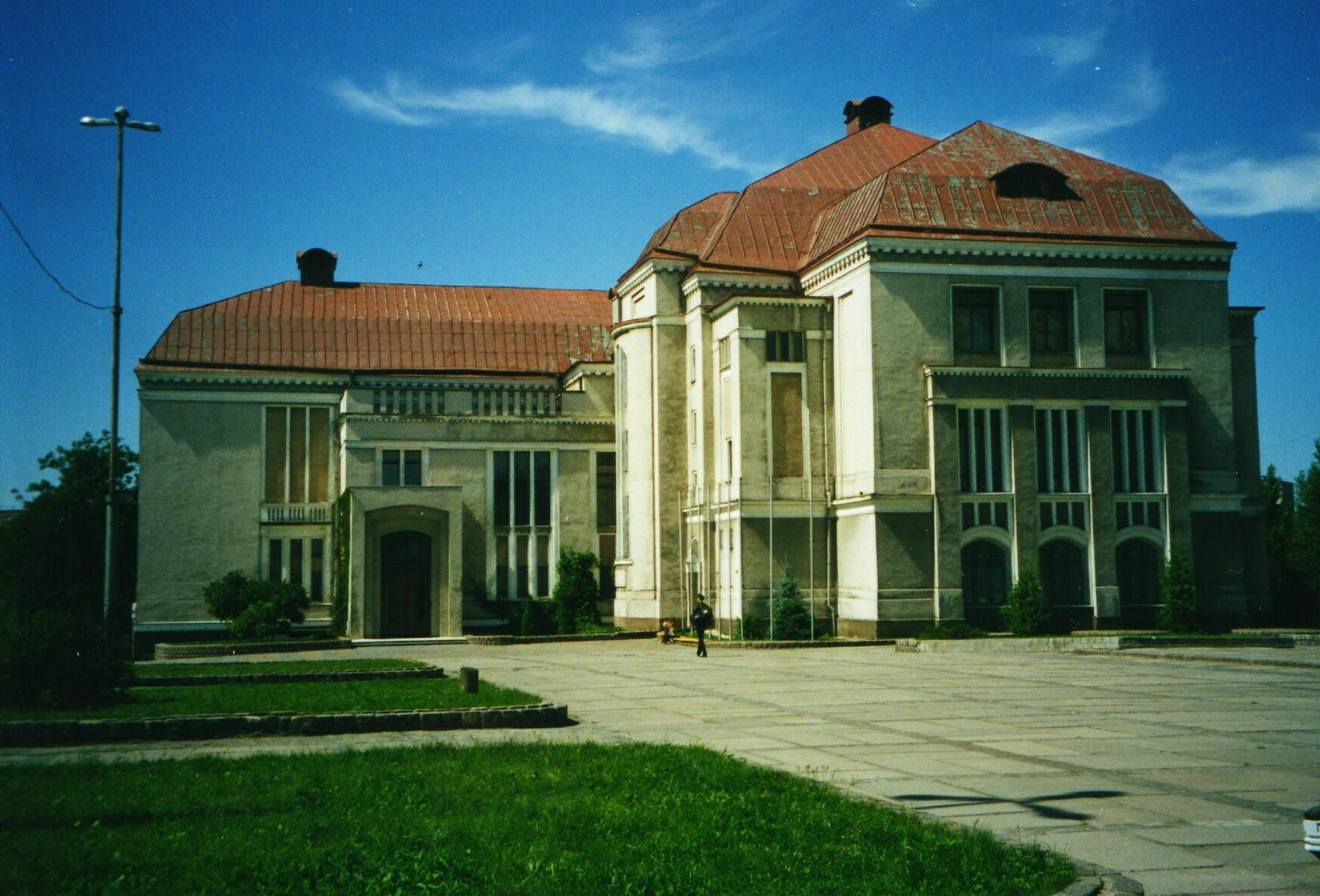
Museum für Geschichte und Kunst (früher Stadthalle)

Kaliningrad besitzt zahlreiche Museen, wie beispielsweise das Immanuel-Kant-Museum und das Dommuseum. Erwähnenswert ist das Museum für Geschichte und Kunst mit einer sehenswerten Sammlung, unter anderem mit Teilen der Prussia-Sammlung, und das in einer alten Festung eingerichtete Bernsteinmuseum mit einer großen Kollektion an Juweliererzeugnissen aus Bernstein. Interessant ist auch das Museum der darstellenden Künste im Gebäude der ehemaligen Neuen Börse.
Das Museum der Weltmeere wurde ursprünglich an Bord des früheren Forschungsschiffes Witjas am Pregelufer eingerichtet. Die Ausstellung im Inneren des inzwischen stark erweiterten Museums zeigt die neuesten Technologien der Meeresforschung sowie Fauna und Flora der Weltmeere. Auf dem nebenan vertäuten Unterseeboot B-413 ist eine Ausstellung über die russische U-Boot-Flotte untergebracht. Auch das restaurierte Feuerschiff Irbenski wurde Bestandteil der Ausstellung.

### Theater
Die Kaliningrader Philharmonie ist in der früheren katholischen Kirche „Zur Heiligen Familie“ untergebracht. Sie wurde 1907 gebaut, im Zweiten Weltkrieg zerstört und nach Ende des Krieges wieder aufgebaut. Die dortige Orgelhalle mit einer guten Akustik eröffnete 1980.
Das Schauspielhaus wurde 1910 fertiggestellt. Nach fast vollständiger Zerstörung im Zweiten Weltkrieg erfolgte 1960 ein Wiederaufbau nach älteren Plänen. Der Säulenvorbau wurde nach dem Vorbild des Bolschoi-Theaters in Moskau errichtet.
Als Aufführungsort des überregional bekannten Kaliningrader Puppentheaters („Kaliningradski teatr kukol“) dient seit 1975 die Luisenkirche. Die Neoromanische Kirche wurde im Jahre 1901 nach Plänen des Architekten Fritz Heitmann erbaut.

### Stadtbild, Bauwerke

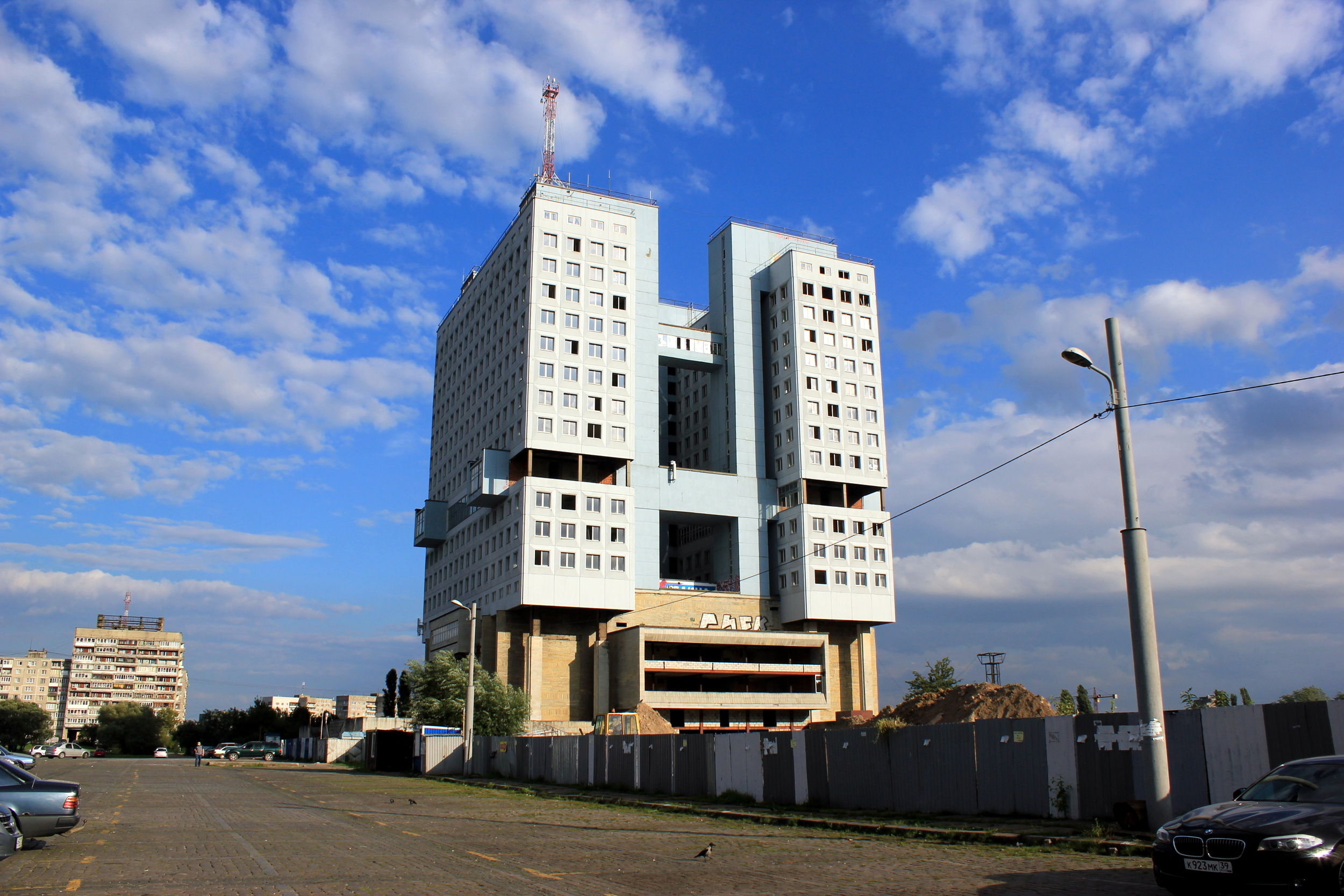
Haus der Sowjets

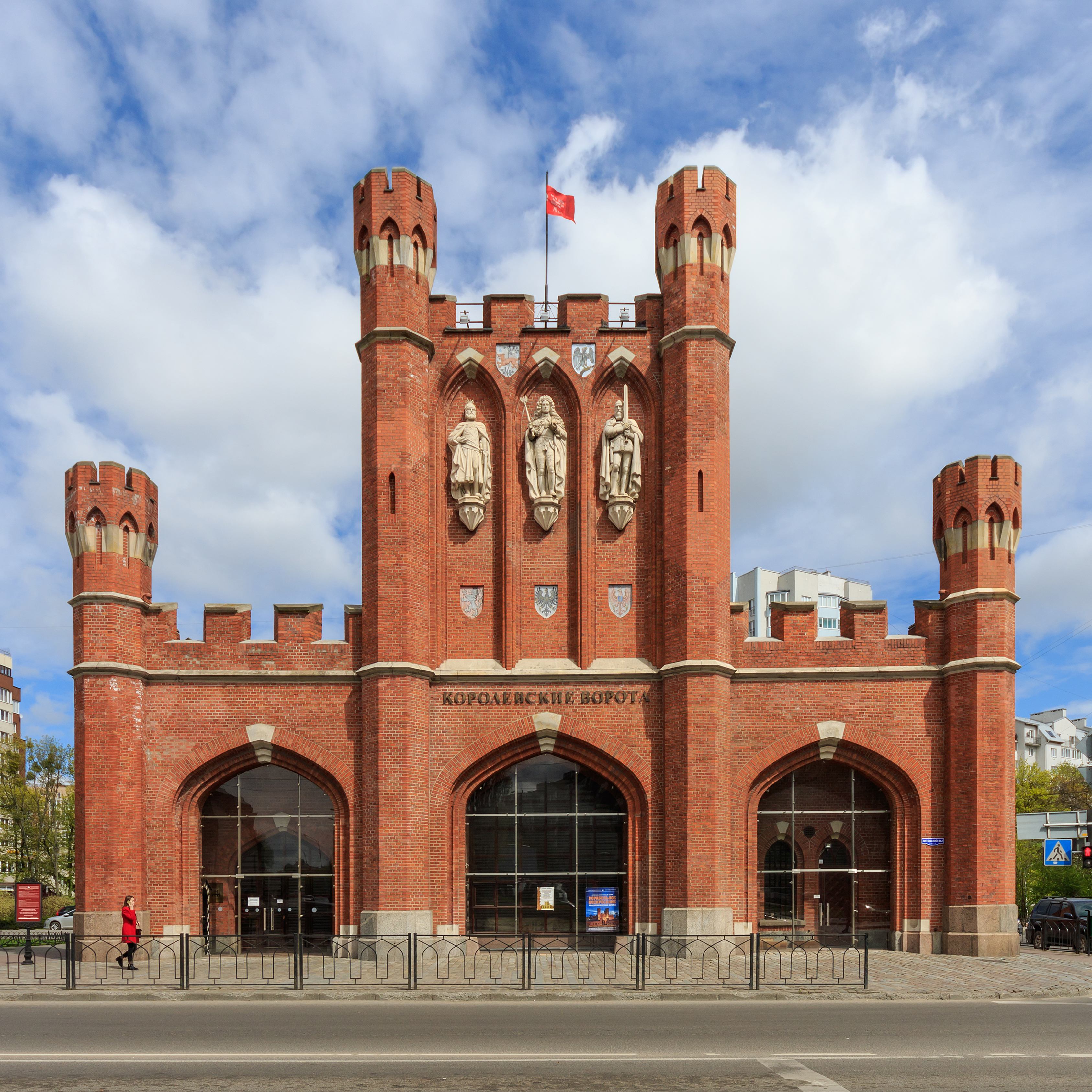
Königstor

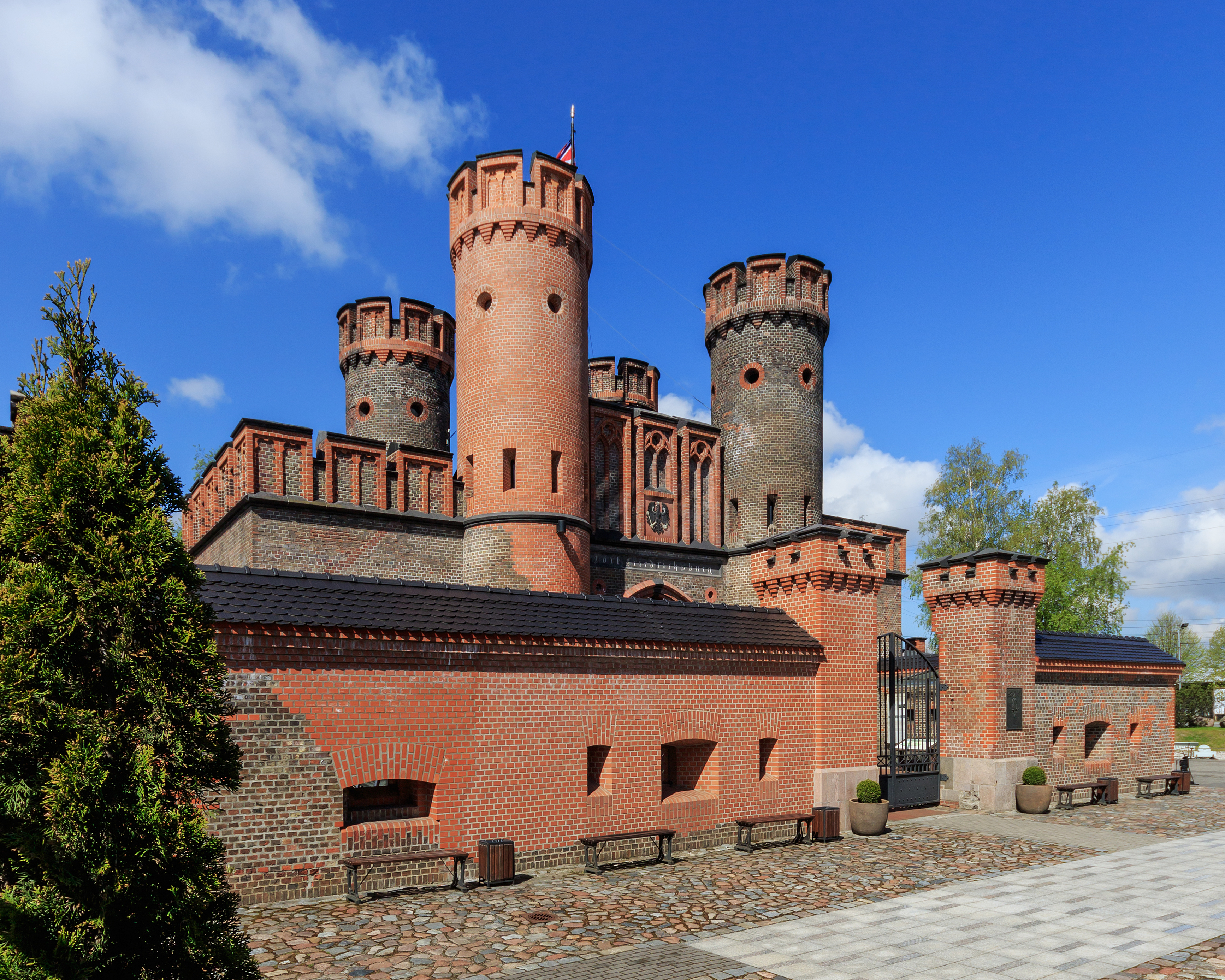
Friedrichsburger Tor

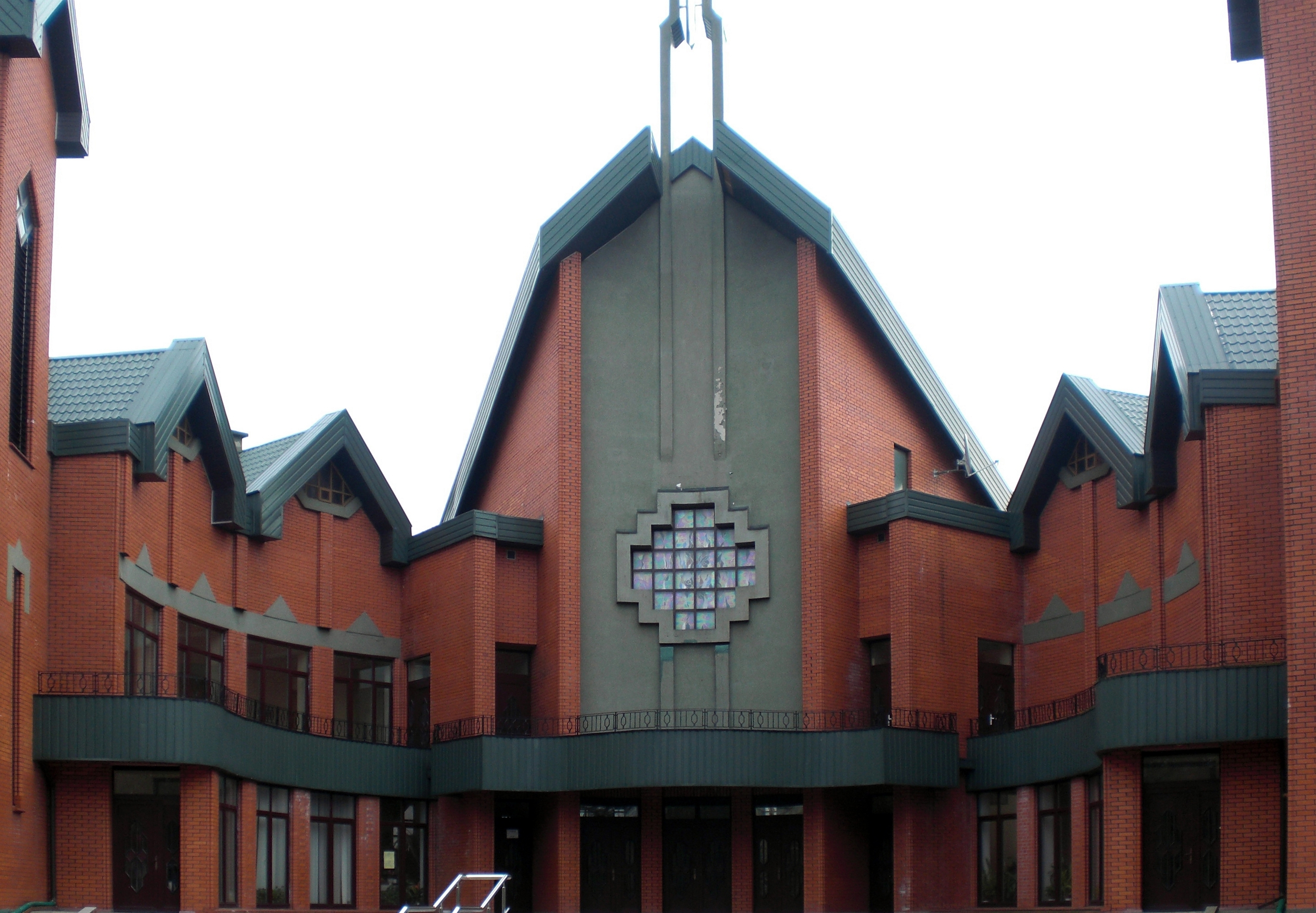
In der evangelisch-lutherischen Auferstehungskirche in Kaliningrad wird der Gottesdienst sowohl auf Deutsch als auch auf Russisch gehalten

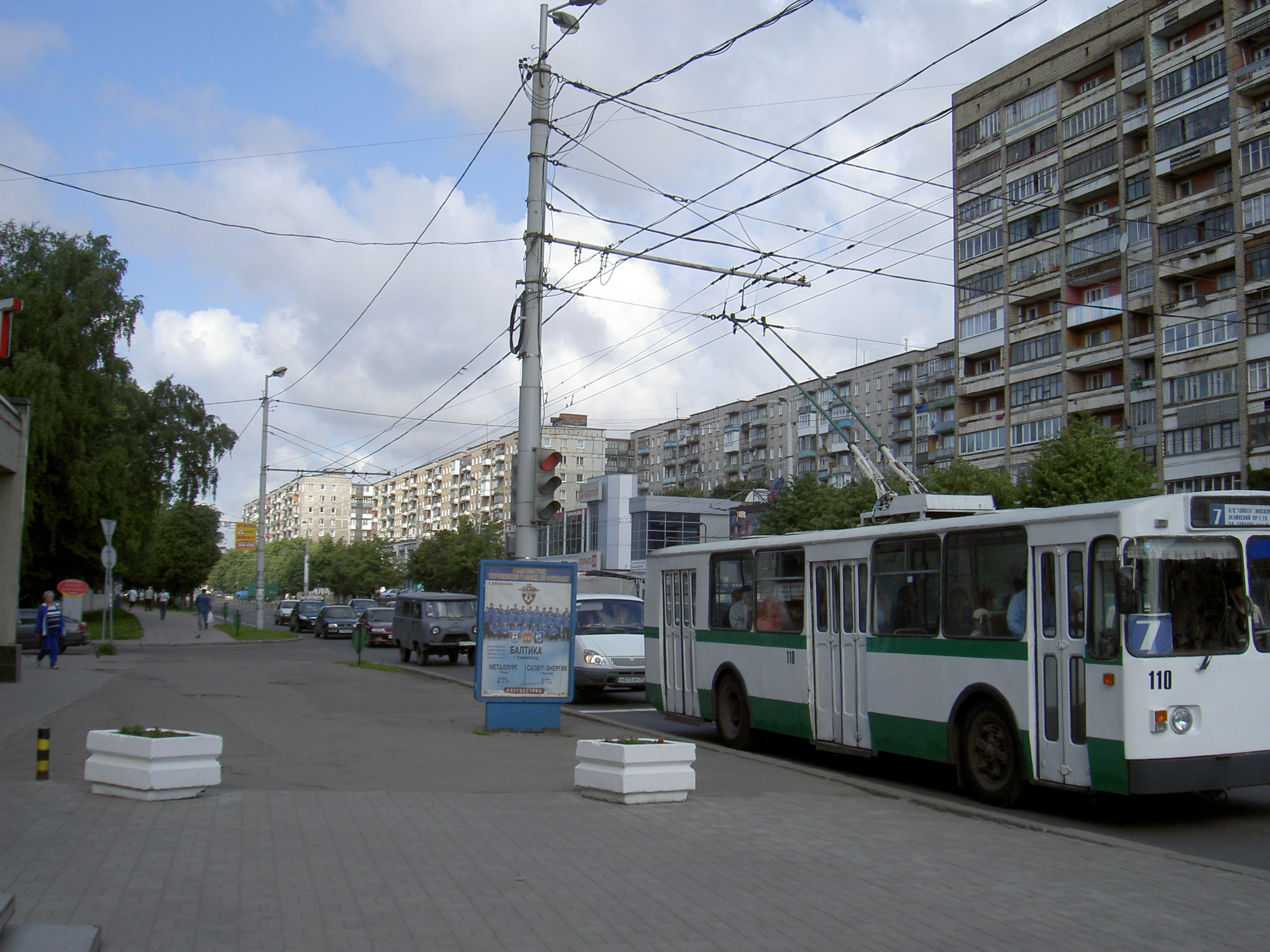
Typische Bebauung mit Wohnblocks

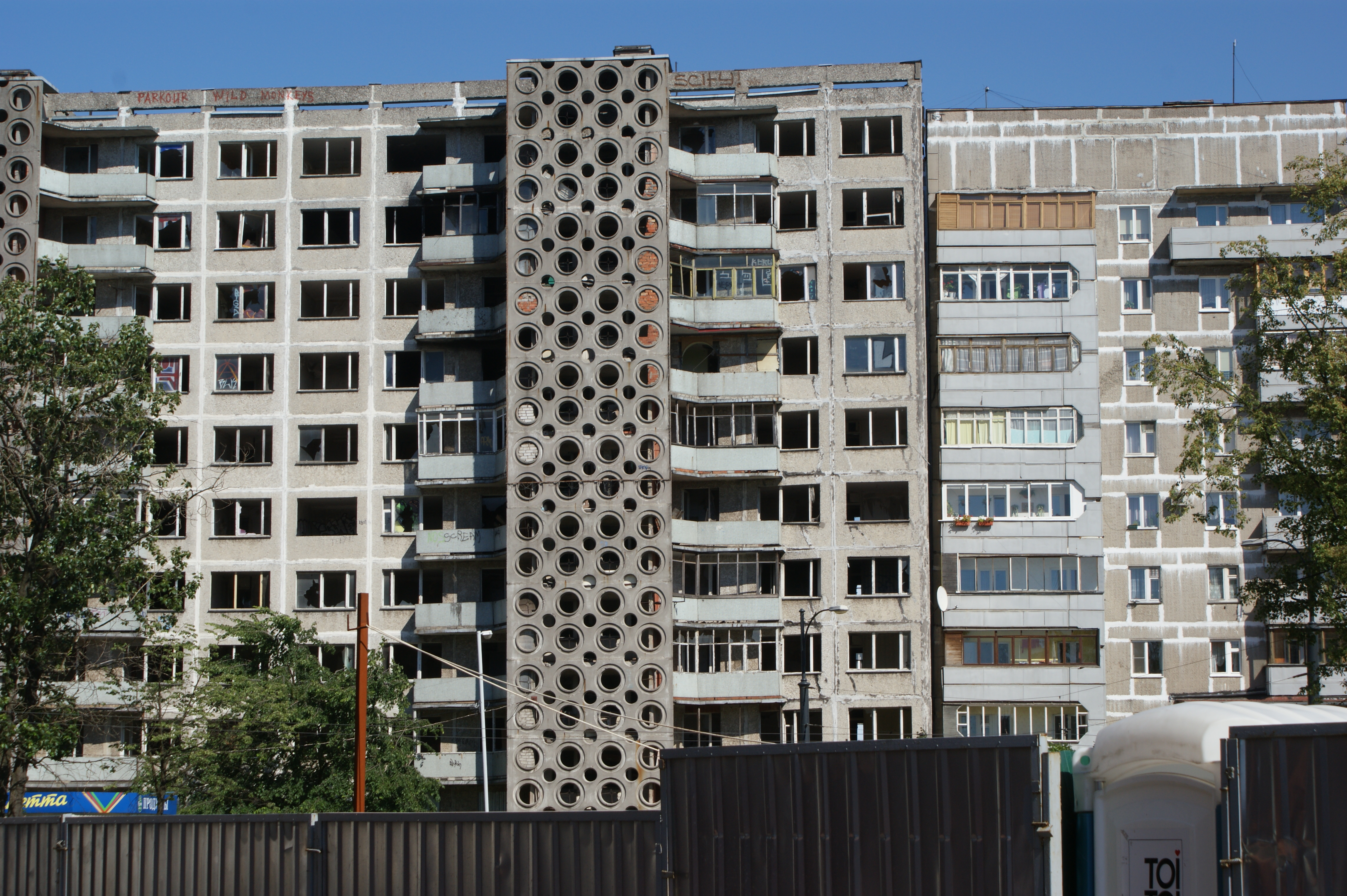
Maroder Wohnblock gegenüber dem Fischdorf

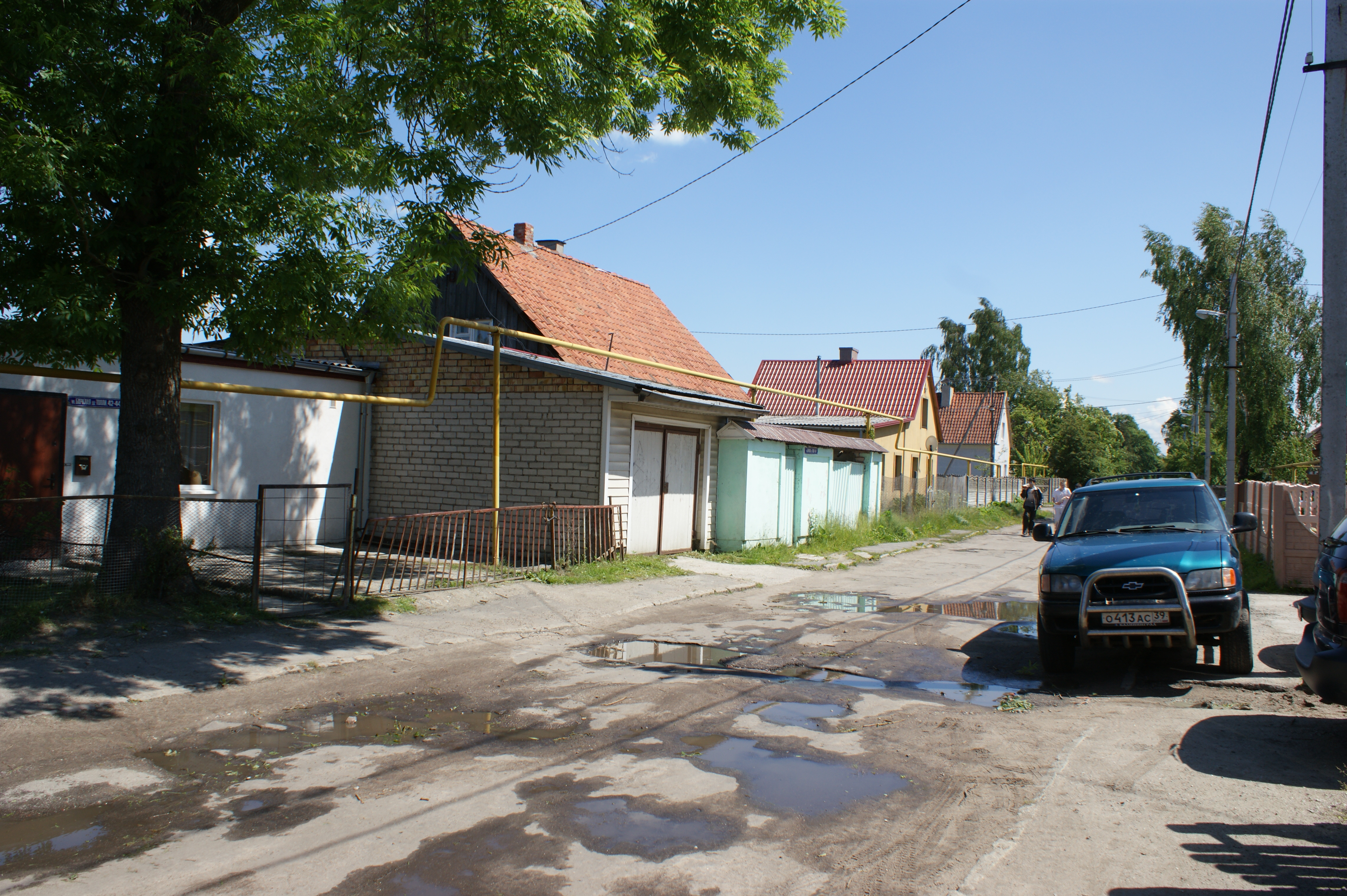
Außenbezirk Barklaja de Tolli (früher Lerchenweg in Rothenstein)

Das früher dicht bebaute Stadtzentrum aus Vorkriegszeiten besteht heute aus Parks, breiten Straßen und Freiflächen, z. B. dem Platz, an dem früher das Schloss stand, und nur noch einem Gebäude: dem Dom. Ansonsten hat man in sowjetischer Zeit die kriegszerstörten Gebäude abgetragen und auf die Flächen konforme Mietwohnbauten in Plattenbauweise gesetzt. Erst in den mittleren Zonen und Randzonen, die weniger zerstört waren, hat man die Bausubstanz geschont und z. T. wiederhergestellt oder durch maßstäbliche Neubauten ergänzt.
Die Bauruine des Hauses der Sowjets (Dom Sowetow) stand bis 2024 neben dem Standort des ehemaligen Königsberger Schlosses. Nach dem Baubeginn 1970 hätte die Stadtverwaltung spätestens in den 1980er-Jahren in das Haus einziehen sollen, es ist aber aus baustatischen und anderen Gründen unbenutzbar geblieben. Das zweite Gebäude, der Königsberger Dom, steht auf der Kantinsel (früher Kneiphof) und ist als einziges Gebäude von der alten Innenstadtbebauung erhalten geblieben. Er wird gegenwärtig als Kulturzentrum genutzt. Im Inneren befinden sich zwei kleine Andachtsräume und hinter dem Dom das Grab Immanuel Kants. Auf der Grünanlage neben dem Dom wurde am 29. August 2009 ein Steinkreuz zum Gedenken an die über 5000 Opfer der britischen Luftangriffe auf Königsberg Ende August 1944 errichtet. Im Januar 2010 veranstaltete der MDR eine Themenwoche „Kulturbrücke Kaliningrad“. Am 23. Januar wurde sie mit einem Sinfoniekonzert im vollbesetzten Dom beendet.
Das derzeitige Stadtzentrum befindet sich im Nordwesten der alten Stadtmitte am Siegesplatz, früher Hansaplatz, an dem sich Theater, Nordbahnhof, Stadtverwaltung, viele Geschäfte und die russisch-orthodoxe Christ-Erlöser-Kathedrale befinden.
Sehenswert sind auch die Neue Börse, die Villenvororte, der jetzt orthodoxe Swjato-Nikolski chram (Nikolaitempel, ehemals Juditter Pfarrkirche) und verschiedene weitere Kirchen, außerdem die sich in einem Universitätsgebäude befindende Wallenrodtsche Bibliothek sowie Teile einer Stadtbefestigung aus dem 19. Jahrhundert mit mehreren Stadttoren: Roßgärter Tor (Rosgartenskije worota), Wrangelturm (Baschnja Wrangelja), Dohnaturm (Baschnja Dona) mit Bernsteinmuseum, Königstor (Korolewskije worota), Sackheimer Tor (Sakchaimskije worota), Friedländer Tor (Fridlandskije worota), Brandenburger Tor (Brandenburgskije worota) und Friedrichsburger Tor (Worota kreposti Fridrichsburg).
Ein markantes Bauwerk ist auch der 1965 errichtete 151 Meter hohe Sendemast Wessjolowka mit seinen sechs Querträgern, die von der Mastkonstruktion zu den Abspannseilen reichen.

### Denkmäler

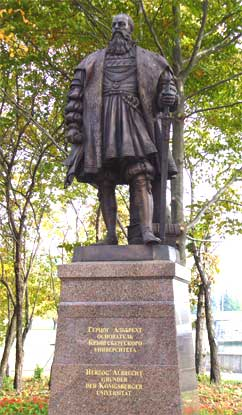
Statue Herzog Albrechts von Preußen mit der zweisprachigen Sockelinschrift: Herzog Albrecht, Gründer der Königsberger Universität

Zu den erwähnenswerten Stand- und Denkmälern gehört die von Christian Daniel Rauch geschaffene und 1864 enthüllte Statue Immanuel Kants. Das 1945 abhandengekommene Standbild wurde auf Veranlassung und Kosten von Marion Gräfin Dönhoff nachgegossen und 1992 an der Universität wieder aufgestellt. Ebenfalls von Rauch geschaffen und im Krieg vernichtet wurde die Statue von Herzog Albrecht, deren Nachbildung heute auf der Kneiphofinsel an der Stelle zu sehen ist, an der ursprünglich die erste Universität stand. Sehenswert ist auch das Kosmonautendenkmal. Mit dem Denkmal ehrt Kaliningrad die Kosmonauten und Ehrenbürger der Stadt Alexei Leonow, Juri Romanenko und Alexander Wiktorenko. Weitere Denkmäler sind das Kutusowdenkmal, das Schillerdenkmal, das Denkmal für Zar Peter I., das „Mütterchen-Russland“-Denkmal und das Denkmal der 1200 Gardisten. Auf dem Vorplatz des Kaliningrader Südbahnhofs steht ein Kalinin-Denkmal. Am Gwardeiski-Prospekt befindet sich das Ehrenmal der 1200 Gardisten der 11. Gardearmee für die Gefallenen des Sturms auf Königsberg.

### Parks

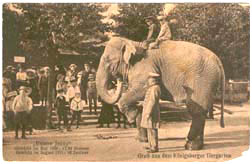
Königsberger Tiergarten 1911

Der Königsberger Tiergarten (später Kaliningrader Zoo) wurde 1896 eröffnet und ist somit einer der ältesten Tiergärten im heutigen Russland. Im heutigen Zoo, der gleichzeitig ein Dendropark ist, leben mehr als 2200 Tiere. Auf dem Territorium stehen viele Tierskulpturen, einige Gebäude und Anlagen sowie eine Leuchtfontäne aus der deutschen Geschichte der Stadt sind auch heute noch erhalten geblieben. Bären- und Löwen-Freianlagen, Adlervoliere und Seetierhaus mit Außenbecken sind einige wenige erhaltene Vorkriegsbauten.
Auch die Leuchtfontäne, die viele Jahrzehnte nicht funktionierte, war zum hundertjährigen Jubiläum des Tiergartens im Jahre 1996 restauriert und wieder in Betrieb genommen. Mit einem bis zu 18 Meter hohen Wasserstrahl ist sie einer der größten Springbrunnen Kaliningrads. Erhalten geblieben ist auch das 1911 gebaute Gesellschaftshaus in neuzeitlichem Barockstil. Das von Otto Walter Kuckuck projektierte Gebäude mit zwei Stockwerken, Palmensaal und Terrassen wurde nach dem Zweiten Weltkrieg umgebaut und dient als Elefantenhaus.
Unweit der Hauptallee steht eine bronzene Figur zu Ehren des ersten Zooleiters Herman Claaß. Die Skulptur war von Walter Rosenberg erstellt und zeigt einen Knaben, der einen Panter und zwei Junge füttert. Diese Skulptur wurde am 14. Juni 1913 enthüllt und galt nach dem Zweiten Weltkrieg lange Zeit als verschollen. Erst 1990 wurde sie aufgefunden, restauriert und auf ihrem Sockel aufgestellt. Im Tiergarten gibt es auch andere steinerne und bronzene Tierskulpturen.
Außerdem gibt es in Kaliningrad den Botanischen Garten, welcher von der Insolvenz bedroht ist.

### Sport
Erfolgreichster Fußballverein der Stadt ist der 1954 gegründete und seit 1958 unter diesem Namen auftretende FK Baltika Kaliningrad, der zuletzt 2005 und seit 2023 wieder in der höchsten russischen Spielklasse spielt und sich für den UEFA Intertoto Cup 1998 qualifizieren konnte.
Das 14.660 Zuschauer fassende Baltika-Stadion (Стадион Балтика) im Stadtzentrum am früheren Walter-Simon-Platz war von 1905 bis 1929 unter dem Namen Königsberg-Stadion Heimspielstätte des VfB Königsberg, verfällt aber inzwischen. Außerdem existiert ein Sportkomplex Junost (Спорткомплекс Юность) am Pregelufer in der Innenstadt.
Im Neubauviertel Selma wurde nach dem Vorbild des kleineren Kasaner Sportpalastes die Sportanlage Jantary (Bernstein) erbaut, bei der es sich um die größte Sportanlage Europas handeln soll. Für Aufführungen steht eine fahrbare Bühne zur Verfügung, die sich auf der gleichen Ebene wie das Volleyballfeld befindet. Das Gebäude hat die Form eines Achtecks, die größte Sporthalle hat 7000 Sitzplätze. In einem weiteren Gebäudeteil liegen die Trainingshallen mit 500 Sitzplätzen und ein Konzertsaal. Außer den Hauptsportfeldern existieren Mini-Fußball-Felder, drei Volleyballplätze und eine medizinische Notfallstation. Die Anlage kann auch für andere Sportarten genutzt werden. Die Baukosten betrugen rund 1,4 Milliarden Rubel (ca. 32 Millionen Euro).
Für die Fußball-Weltmeisterschaft 2018 wurde das 35.000 Zuschauer fassende Kaliningrad-Stadion auf der Insel Oktjabrskij gebaut.
In Kaliningrad gibt es den Radwanderverein Koenig Bicycle Team.
Der Damen-Volleyballverein VK Lokomotive Kaliningrad nimmt an der russischen Meisterschaft teil.

### Kulinarische Spezialitäten

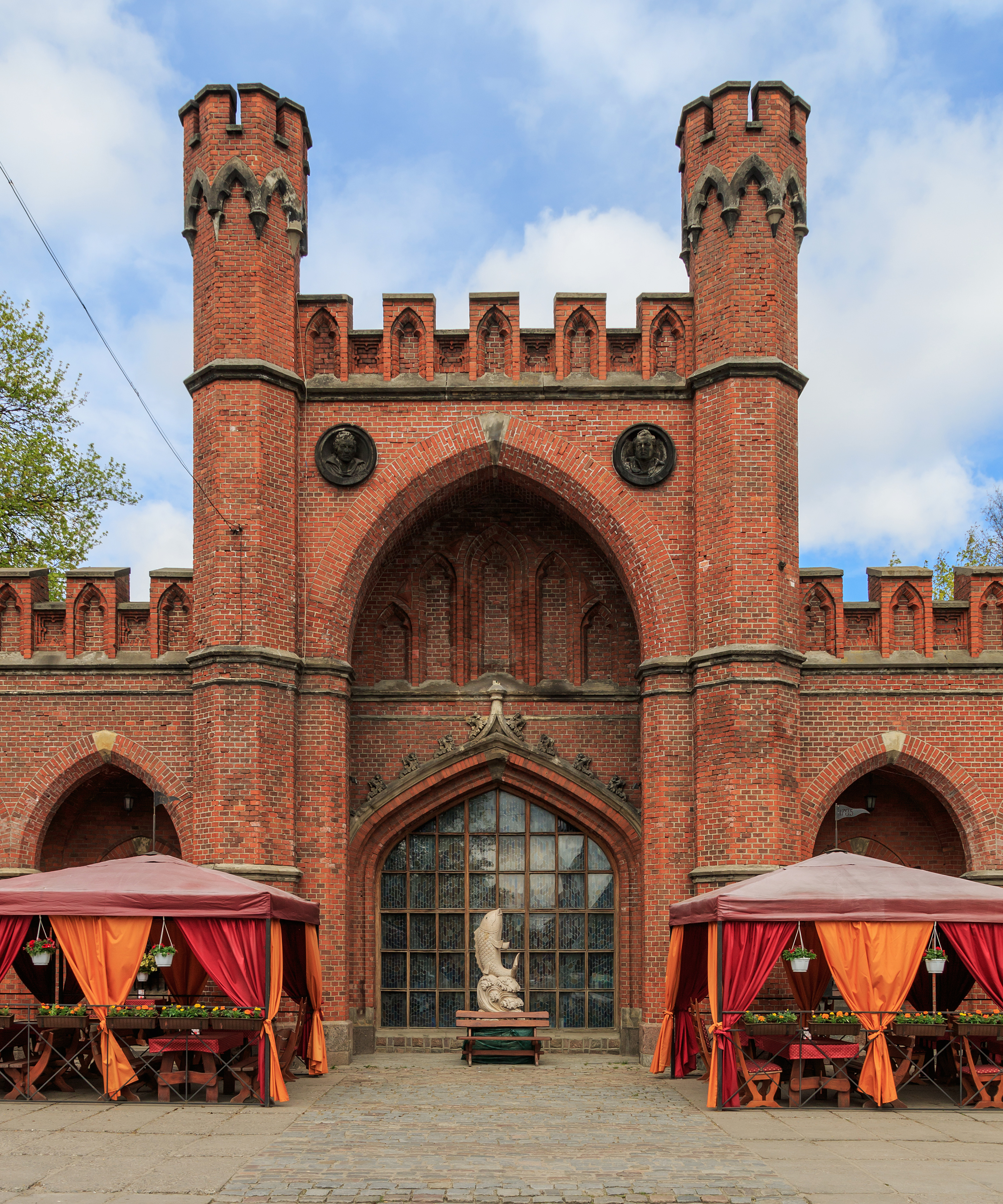
Roßgärter Tor – Restaurant

Eine der bekanntesten kulinarischen Spezialitäten der Stadt Kaliningrad ist der Weinbrand der Marke Stary Kjonigsberg. Außerdem bis zu deren Schließung 2017 das Bier der Brauerei Ostmark.

## Wirtschaft und Infrastruktur

### Wirtschaft

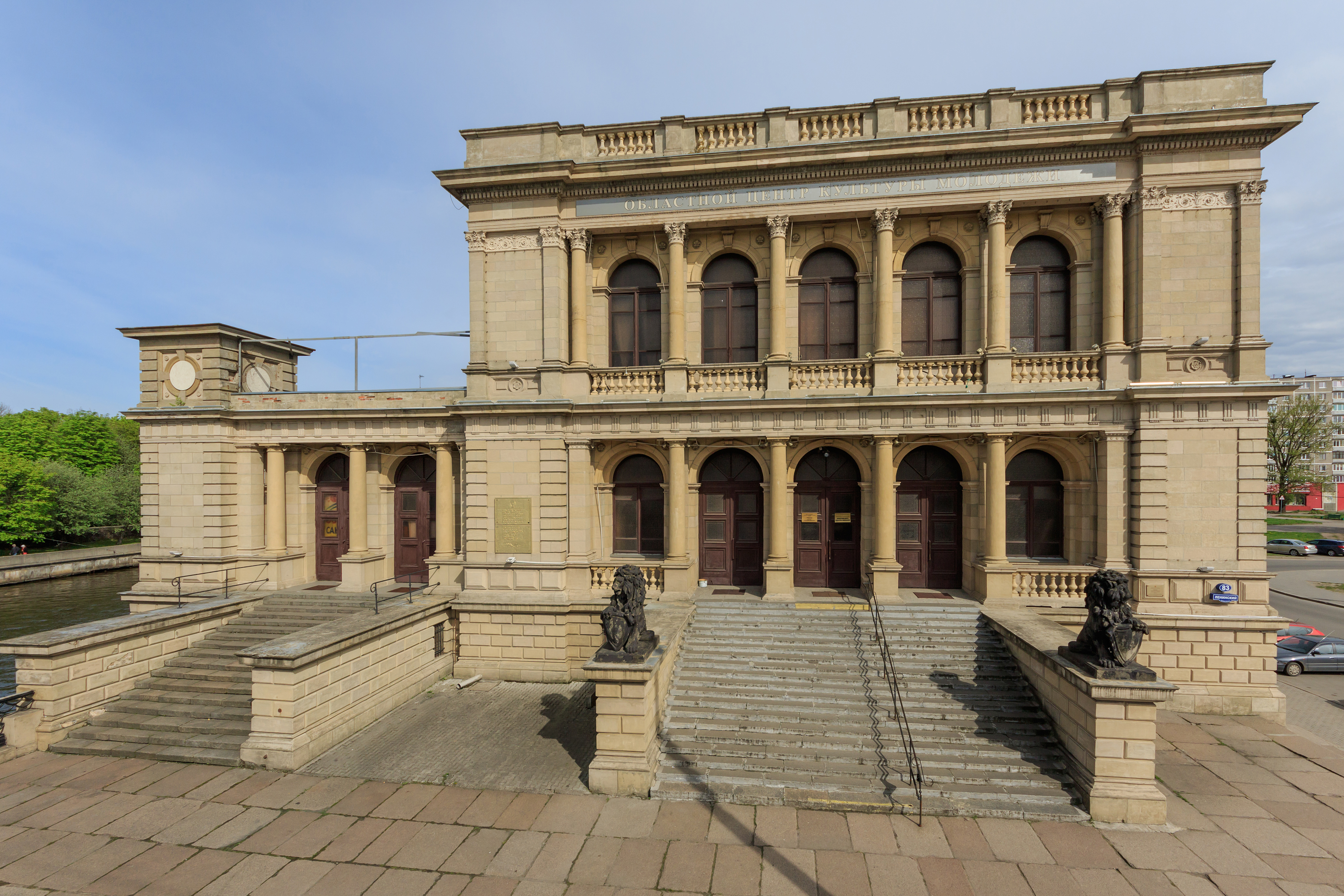
Neue Börse am Pregel, heute Geschäftshaus, Mai 2017

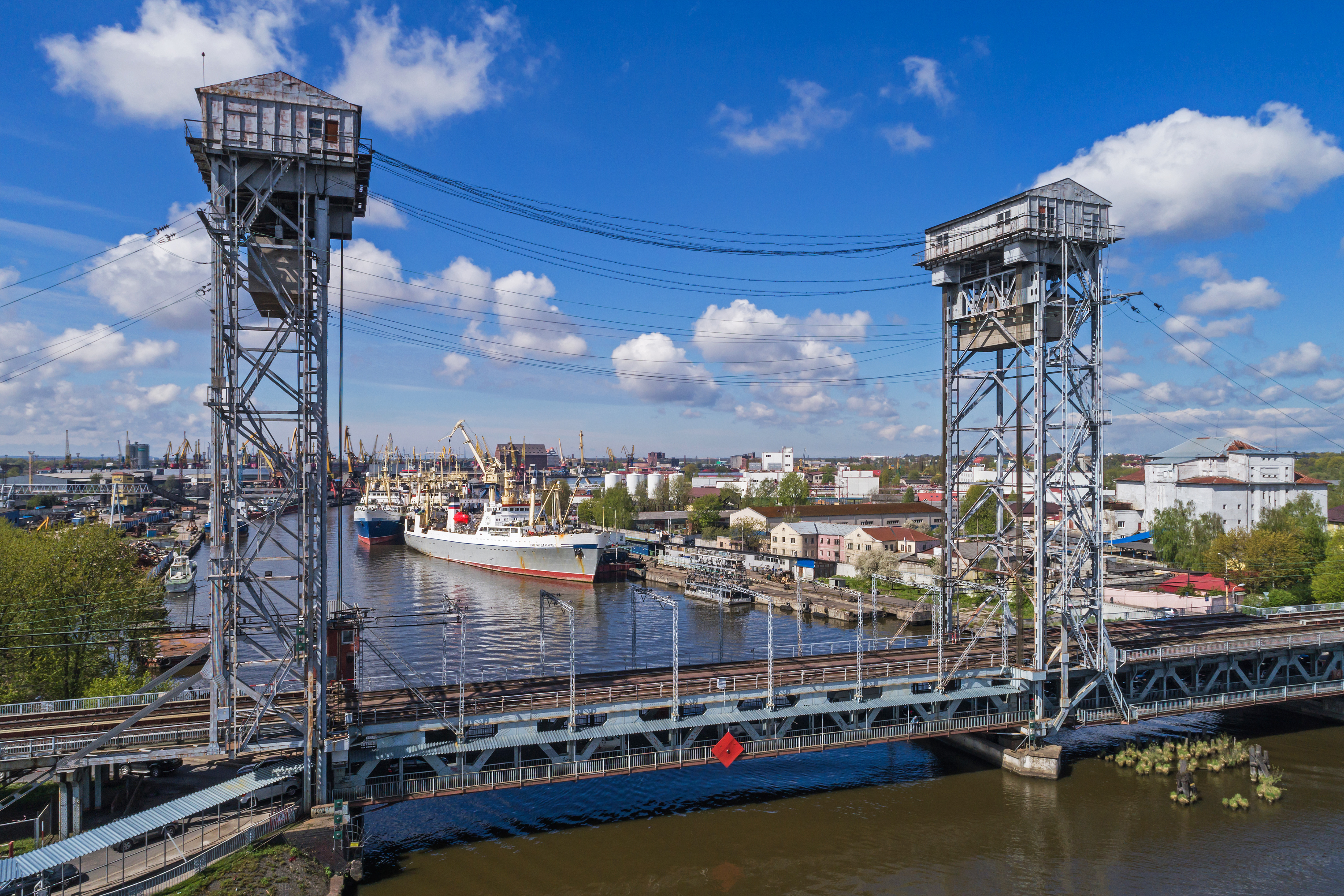
Hafen (2017)

Die Stadt ist ein bedeutendes Wirtschafts- und Industriezentrum, das über den Kaliningrader Seeschifffahrtskanal mit dem Vorhafen Baltijsk an der Ostsee verbunden ist. Zu den bedeutendsten Wirtschaftsbereichen gehören unter anderem die chemische Industrie, der Maschinenbau, die Möbelindustrie, die Herstellung von Musikinstrumenten sowie die Nahrungsmittelindustrie. Kaliningrad ist als ganzjährig eisfreier Seehafen ein wichtiger russischer Standort für die Werftenindustrie.
In der Stadt gibt es die größte Fischereiflotte Russlands sowie den Automobilhersteller Avtotor (der auch für BMW produziert). In Kaliningrad engagieren sich 340 deutsche Unternehmen. Allmonatlich trifft sich der Deutsch-Russische Wirtschaftskreis. Seit 2007 baut die Jantar-Werft (die ehemalige Schichau-Werft) Fregatten für die indische Marine.
Im Rahmen der Vorbereitung auf die Fußball-Weltmeisterschaft 2018 wurden 4 Hotels errichtet.

### Sonderwirtschaftszone (SWZ)
Die Einrichtung einer Sonderwirtschaftszone „Jantar“ (dt.: Bernstein) in Kaliningrad im Jahre 1991 zeigte nur zögerliche Erfolge, was der herrschenden Bürokratie, der hohen Kriminalität und der häufig anzutreffenden Korruption angelastet wird. 1996 wurde daher vom Präsidenten der Russischen Föderation, Boris Jelzin, ein neues Gesetz verabschiedet, was ebenfalls nicht den wirtschaftlichen Erfolg mit sich brachte, den man sich erhofft hatte. Die Rubelkrise von 1998 tat ihr Übriges, um die Wirtschaftsstruktur in Russland und somit auch in Kaliningrad schwer zu erschüttern.
Im Mai 2006 wurde jedoch ein neues Gesetz auf den Weg gebracht, welches die Planungssicherheit für Investoren gewährleistet. So ist das Gesetz unveränderlich auf 25 Jahre Laufzeit festgeschrieben und kann somit weder modifiziert noch abgeschafft werden. Das Gesetz ermöglicht Investoren zum Beispiel, viele Steuervergünstigungen in Anspruch zu nehmen.
Die Wirtschaft leidet unter der Abschottung des Gebietes von seinen EU-Nachbarn und den drei zu überwindenden Staatsgrenzen auf dem Weg zum russischen Kernland. Dies führte jedoch anders als erwartet nicht zu einem Niedergang des Exportes. Die Errichtung der Sonderwirtschaftszone scheint Früchte zu tragen. Große Hoffnungen werden in den Fund von Erdöl in der Ostsee gesetzt. Große Teile der ländlichen Bevölkerung in der Umgebung der Stadt arbeiten in der meist genossenschaftlich organisierten Landwirtschaft und – an der Küste – in der Fischerei. Sehr viel Landwirtschaft wird hierbei auch zur Selbstversorgung betrieben.
Trotz hoher Arbeitslosigkeit unter den Einheimischen macht sich ein hoher Migrantenanteil in niedrig qualifizierten Beschäftigungsfeldern bemerkbar. Besonders Zuwanderer aus Zentralasien und dem Kaukasus arbeiten häufig in der Baubranche und im Handel. Auch beim Bau des Kernkraftwerks Kaliningrad kamen bei einfachen Arbeiten Arbeiter aus weiten Teilen Russlands zum Einsatz.

### Verkehr

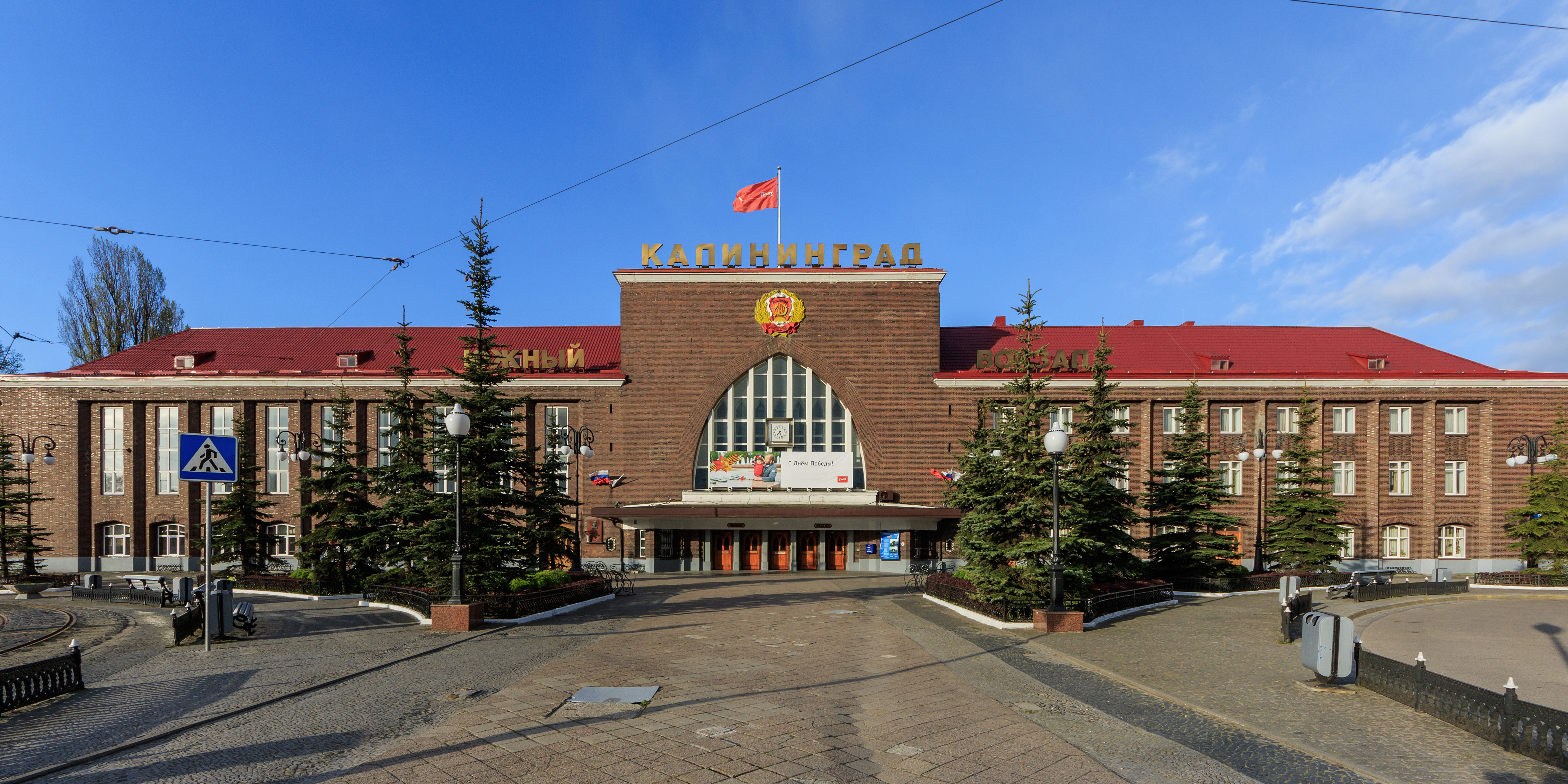
Südbahnhof, früher Königsberg Hbf. (eröffnet 1929)

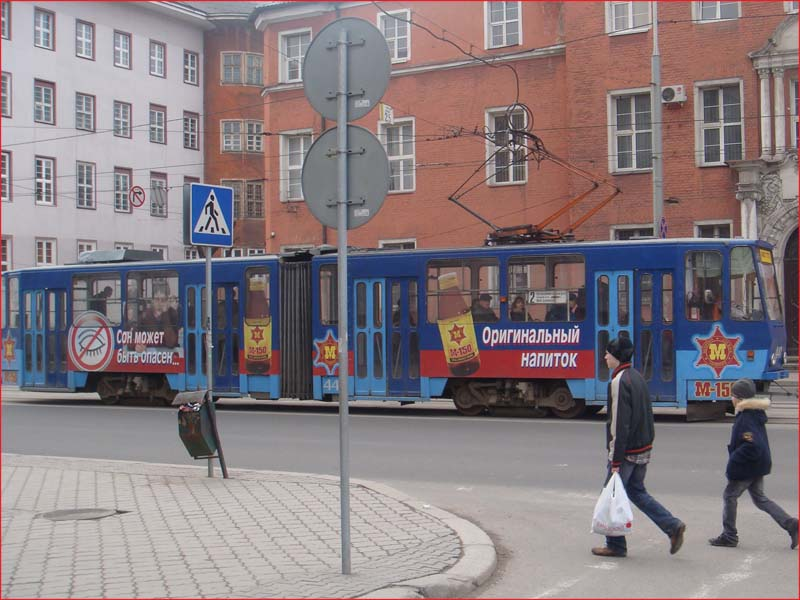
Straßenbahn Kaliningrad

Bei Chrabrowo (Powunden) befindet sich der Flughafen Kaliningrad mit Verbindungen hauptsächlich ins russische Kernland und ehemals in verschiedene Staaten Westeuropas und nach Israel. Seit dem Überfall auf die Ukraine sind die Verbindungen ins Ausland eingestellt. Von Baltijsk (Pillau) bei Kaliningrad aus besteht eine regelmäßige Fährverbindung nach Sankt Petersburg, außerdem bestand eine Verbindung nach Kopenhagen, Riga und Kiel sowie zum Fährhafen Sassnitz. Auch die internationalen Fährverbindungen wurden eingestellt. Die wichtigste Straßenverbindung zum russischen Kernland verläuft parallel zur Eisenbahn über Tschernjachowsk (Insterburg) und Tschernyschewskoje (Eydtkuhnen), Litauen und Belarus.
Kaliningrads Fernbahnhof ist der Bahnhof Kaliningrad-Passaschirski, der im Süden liegende frühere Königsberger Hauptbahnhof. Die Kurswagenverbindung über Malbork in Polen nach Berlin wurde 2012 eingestellt.
Direkt südlich davon liegt der Rangierbahnhof Kaliningrad-Sortirowotschni. Züge verkehren nach Baltijsk (Pillau), über Tschernjachowsk (Insterburg) und Litauen nach Moskau, nach Sankt Petersburg, Minsk-Homel, Anapa und Bagrationowsk (Preußisch Eylau). Alle Bahnstrecken haben heute russische Breitspur bis auf die Strecke zum Grenzübergang Mamonowo (Heiligenbeil) / Braniewo (Braunsberg), die in Normalspur ausgeführt ist und über die auch die Verbindung nach Berlin-Gesundbrunnen führte (weitere Details siehe Reichsbahndirektion Königsberg).
Neben dem Fernbahnhof befindet sich der zentrale Busbahnhof (Avtovokzal). Dort beginnen und enden Regionalbuslinien, die in alle Teile der Oblast fahren, sowie internationale Buslinien z. B. in die Nachbarländer Polen, Litauen und Deutschland.
Vom Nordbahnhof aus fahren Vorortzüge nach Selenogradsk (Cranz) und Swetlogorsk (Rauschen) sowie einmal täglich nach Sowetsk (Tilsit). Einige Vorortzüge benutzen die Verbindungsstrecke vom Süd- zum Nordbahnhof.
Am 26. Mai 1881 eröffnete die Königsberger Pferdeeisenbahn-Gesellschaft die erste Pferdestraßenbahn und am 31. Mai 1895 die erste Städtische Elektrische Straßenbahn. Der Verkehr wurde im Januar 1945 eingestellt und am 7. November 1946 wieder aufgenommen.
Oberleitungsbusse fuhren vom 15. Oktober 1943 bis 27. Januar 1945 in der Stadt. Nach dreißigjähriger Unterbrechung wurde der Trolleybus-Betrieb am 5. November 1975 wieder aufgenommen. Ein großer Teil des Öffentlichen Personen-Nahverkehrs (ÖPNV) wird von dieselbetriebenen Omnibussen bewältigt. Seit Anfang 2011 verkehrt ein neuer O-Bus mit senioren- und behindertengerechter Ausstattung, der zudem rund 500 Meter mit Batteriebetrieb fahren kann. Der rund 125.000 Euro (8,6 Mio. Rubel) teuere Bus hat eine Rollstuhlrampe, die bei Bedarf vom Fahrer bedient werden muss. Bürgermeister Alexander Jaroschuk hat die Beschaffung weiterer behindertengerechter Fahrzeuge zugesagt.

### Bildung

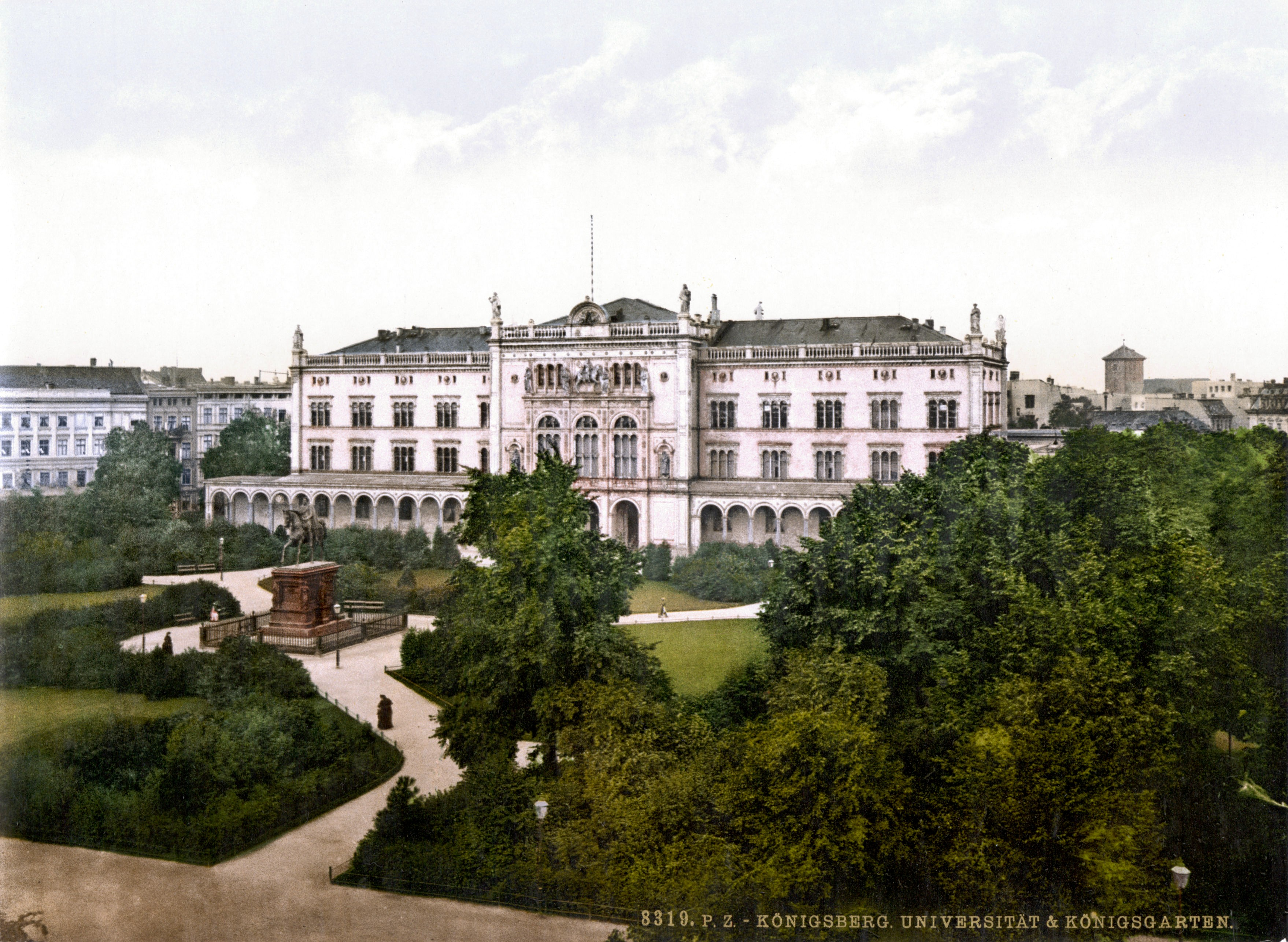
Albertus-Universität Königsberg („Albertina“), um 1900

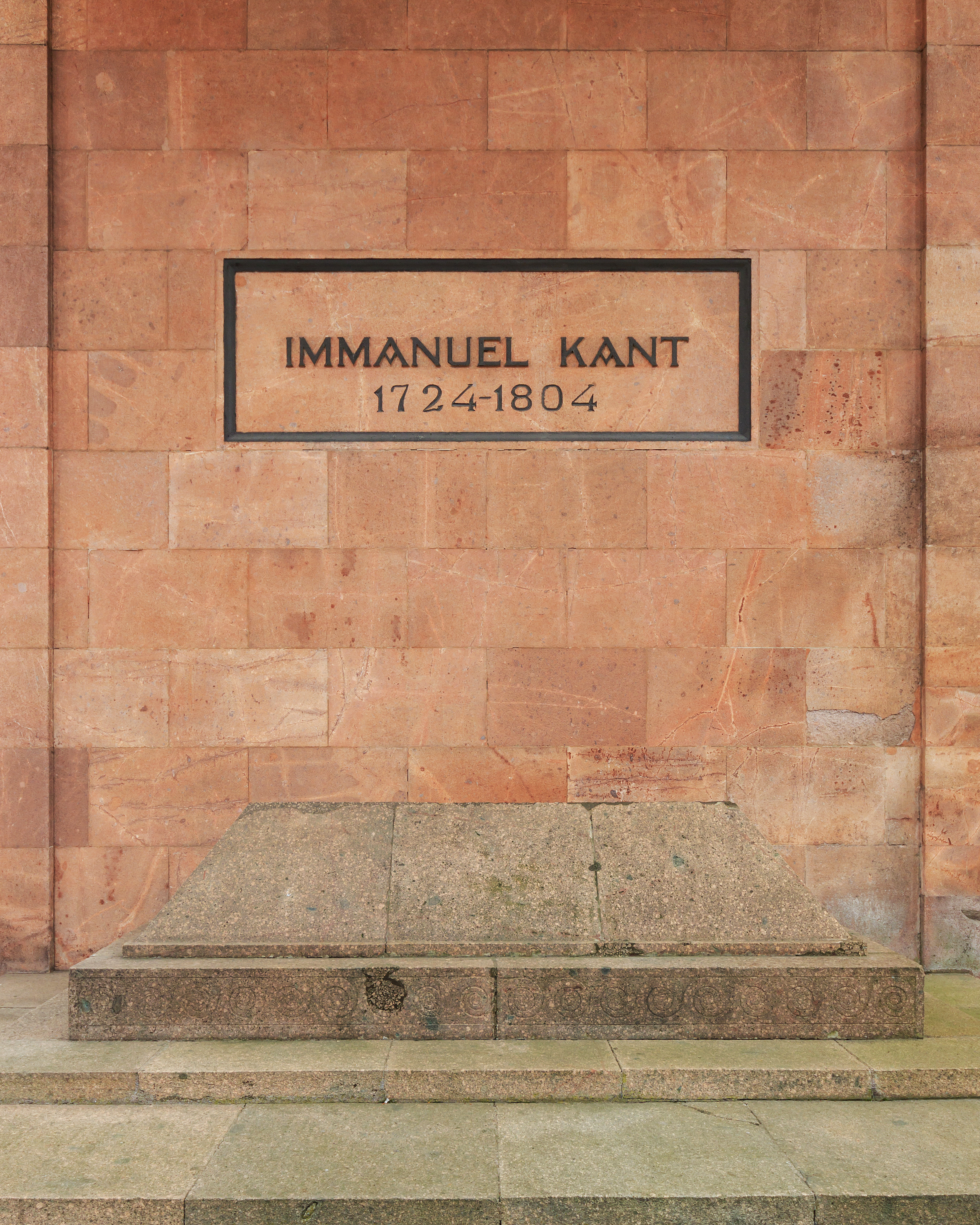
Grabmal Immanuel Kants neben dem Königsberger Dom

Kaliningrad beherbergt mehrere Universitäten, Hoch- und Fachschulen, Akademien, Forschungsinstitute und Bibliotheken.
Eine bedeutende Bildungseinrichtung der Stadt ist die Baltische Föderale Universität Immanuel Kant (bis Juli 2005: Staatliche Universität Kaliningrad). Sie sieht sich als die Nachfolgeeinrichtung der Albertina, der alten Universität von Königsberg (Preußen), die 1544 von Herzog Albrecht gegründet wurde. Einer der bekanntesten Professoren an der Albertina war der Philosoph Immanuel Kant, an den ebenso wie an die deutschen Philosophen Fichte, Hegel und Schelling heute Denkmäler erinnern.
Im Rahmen des Alexander-Herzen-Programms für deutsch-russische Kooperation hat der Deutsche Akademische Austauschdienst (DAAD) dem Lehrstuhl für Außenpolitik und Internationale Beziehungen der Universität Mittel zur Verfügung gestellt, um an der Staatlichen Immanuel-Kant-Universität Kaliningrad Lehrveranstaltungen zu europäischen und internationalen Studien durchzuführen. Das Projekt der Politikwissenschaftler kann an traditionelle Verbindungen zwischen Jena und dem früheren Königsberg anknüpfen.
Weitere bedeutende Bildungseinrichtungen in Kaliningrad sind die Baltische Staatliche Akademie für Fischereiflotte, das Baltische Institut für Ökonomie und Finanzen, das Baltische Militärische Marineinstitut, die Filiale der Internationalen Slawischen G.-R.-Derschawin-Universität, die Filiale des Hauptstädtischen Geisteswissenschaftlichen Instituts, die Filiale des Moskauer Geisteswissenschaftlichen J.P.Daschkowa-Instituts, die Filiale des Petersburger Instituts für ökonomische Außenbeziehungen, Ökonomie und Recht, das Institut „Kaliningrader Höhere Schule für Verwaltung“, die Hochschule des Innenministeriums Russlands in Kaliningrad, die Schule für internationales Business Kaliningrad und die Staatliche Technische Universität Kaliningrad.

## Persönlichkeiten

### Ehrenbürger
- Alexei Archipowitsch Leonow (1934–2019), Kosmonaut
- Juri Wiktorowitsch Romanenko (* 1944), Kosmonaut
- Alexander Stepanowitsch Wiktorenko (1947–2023), Kosmonaut
- Alexandra Jewgenjewna Jakowlewa (1957–2022), Film- und Theaterschauspielerin, Filmregisseurin und Politikerin
- Ljudmila Alexandrowna Putina (* 1958), ehemalige Ehefrau des russischen Präsidenten Wladimir Putin
- Kyrill I. (* 1946), Metropolit von Smolensk und Kaliningrad und Patriarch von ganz Russland

### Söhne und Töchter der Stadt
Für Personen, die in Königsberg vor 1945 geboren wurden, siehe: Liste von Söhnen und Töchtern der Stadt Königsberg
- Sergei Skripal (* 1951), Oberst des sowjetischen und russischen militärischen Auslandsnachrichtendienstes GRU und Spion des britischen MI6
- Alexei Kamkin (* 1952), Ruderer
- Danas Arlauskas (* 1955), litauischer Manager
- Aleksandras Dobryninas (* 1955), litauischer Soziologe und Kriminologe
- Alexander Nikolajewitsch Perow (* 1955), Radrennfahrer
- Anatoli Beloglasow (* 1956), Ringer
- Sergei Beloglasow (* 1956), Ringer
- Alexandra Jakowlewa (1957–2022), Film- und Theaterschauspielerin, Filmregisseurin und Politikerin
- Alexander Solotzew (* 1957), Maler, Graphiker und Bildhauer
- Ljudmila Putina (* 1958), Deutschlehrerin, ehemalige Ehefrau von Wladimir Putin
- Elena Gurevich (* 1964), Musikerin
- Alexander Wolkow (1967–2019), Tennisspieler
- Andrei Schumilin (1970–2022), Ringer
- Alexander Sokolow (* 1971), Sprinter
- Wladimir Sliwjak (* 1973), Umweltaktivist
- Andrejus Zadneprovskis (* 1974), litauischer Pentathlet und Ex-Weltmeister
- Costa Ronin (* 1979), Schauspieler
- Oleg Kaschin (* 1980), Investigativjournalist
- Tatjana Arntgolz (* 1982), Schauspielerin
- Dmitri Lapikow (* 1982), Gewichtheber
- Aljaksej Schamarau (* 1982), russisch-belarussischer Ringer
- Artjom Tkatschenko (* 1982), Schauspieler
- Tatjana Mihhailova (* 1983), estnische Popsängerin russischer Herkunft
- Alexander Petrenko (* 1983), Dreispringer
- Olga Saizewa (* 1984), Leichtathletin
- Nika Kuchartschuk (* 1987), Tennisspielerin
- Jewgeni Romanow (* 1988), Schachspieler
- Kirill Baranow (* 1989), Radrennfahrer
- Dmitri Stozki (* 1989), Fußballspieler
- Alena Savostikova (* 1991), Model und Schauspielerin
- Anastassija Nasarenko (* 1993), Turnerin und Olympiasiegerin
- Julija Portunowa (* 1994), Curlerin
- Ilja Pomasun (* 1996), Fußballspieler
- Oleg Issajenko (* 2000), Fußballspieler